# しまなみ海道サイクリングロード
しまなみ海道サイクリングロード（しまなみかいどうサイクリングロード、英: SHIMANAMI KAIDO cycling road）は、広島県尾道市から愛媛県今治市にある西瀬戸自動車道に併設する長距離サイクリングルート。ナショナルサイクルルートに指定されている。
通称として、英: Shimanami Kaidoあるいは英: Shimanami、台: 島波海道、など。道路管理上では広島県道466号向島因島瀬戸田自転車道線と愛媛県道325号今治大三島自転車道線の2つの大規模自転車道からなる。かつて正式名称として瀬戸内海横断自転車道が用いられていたが、2019年現在現名で統一されている。
日本初の海峡横断する自転車道。日本で初めて車道の左側に導線としてブルーラインを引いた自転車道。日本の自転車道の中で初めて『ロンリープラネット』『ミシュランガイド』の両方に掲載され、2014年CNNから世界7大サイクリングルートに選定される。サイクリストの聖地とも謳われる。
2県による広域の産官民連携でサイクルツーリズム振興し、地方創生とインバウンド誘致に活かした例である。

## 沿革

### 背景
本四架橋の構想は近代から始まり戦後多発した海難事故を契機として架橋運動が活発化した。ルート選定に向け、周辺各自治体で建設協議会が結成されるなど地域側から盛り上がっていった。
本四架橋ルート決定前に、本州（尾道市）と向島（旧御調郡向東町・向島町）を結ぶ尾道大橋が整備され1968年供用開始した。当時の設計基準で整備された橋で、尾道大橋の幅員は車道が2車線7.5m・歩道が両外側に1.2m と狭く、桁を支えるケーブルが歩道上に固定されている。2013年より尾道大橋は無料開放され、それに伴い現在では車道の交通量が多い。尾道大橋を自転車で渡っても違法ではないが、安全性の観点より「しまなみ海道サイクリングロード」の本州―向島間の通行は、渡船の利用が推奨されている。
|  | Clip 尾道大橋 |

1969年本四架橋は神戸・鳴門ルート（神戸淡路鳴門自動車道）、児島・坂出ルート(瀬戸中央自動車道)そして尾道・今治ルート（西瀬戸自動車道）の3ルートで閣議決定され、1973年3ルートの工事実施計画の認可を受けた。
当初の工事実施計画では他の2つのルートが鉄道道路併用橋を想定していたのに対して尾道・今治ルートは道路単独橋で計画され、結果当初建設費は3ルートの中で最も低かった。また本州―向島―因島（旧因島市）―生口島（旧因島市・旧豊田郡瀬戸田町）―大三島（旧越智郡大三島町・上浦町）―伯方島（旧越智郡伯方町）―大島（旧越智郡吉海町・宮窪町）―四国（今治市）を結ぶことから、地域の振興・開発が大きく期待され住民が多い島々を通ることから生活道路としても期待された。こうしたことから工事実施計画の変更で尾道・今治ルートにのみそれぞれの橋梁に自動車道の他に原動機付自転車道および自転車歩行者道が組み込まれた（尾道大橋に併設する新尾道大橋のみ異なる）。
一方で1960年代モータリゼーションに伴う交通事故多発を受けて自転車道の整備等に関する法律が成立、1973年から大規模自転車道整備事業が始まり1970年代に全国でサイクリングブームが起きた。この時期に島内の一般道での自転車道整備計画が進められた。1980年広島県道466号向島因島瀬戸田自転車道線が、1989年愛媛県道325号今治大三島自転車道線がそれぞれの県道路線認定されている。
尾道・今治ルート開通にあたり沿線20市町村で西瀬戸道周辺地域振興協議会を結成、そこで愛称が公募され「瀬戸内しまなみ海道」に選ばれた。これに伴い協議会も瀬戸内しまなみ海道周辺地域振興協議会に名称変更している。

### 開通からの振興
1999年すべての架橋が終わり広島県と愛媛県が陸続きとなり、公式的にはこの年に瀬戸内海横断自転車道（しまなみ海道サイクリングロード）が全線開通した。
島内の一般道での通行は無料だったが、橋梁による渡海には通行料がかかった。当時今治には市サイクリング協会があり繁信順一市長以下積極的にサイクリング振興していたのに対して、尾道にはサイクリング協会すらなかった。愛媛県側の沿道にはサイクリングターミナルのサンライズ糸山を始め、多々羅しまなみ公園・しまなみの駅御島・伯方SCパーク・よしうみいきいき館の4つの道の駅が1999年には存在していた。一方で広島県側の地元紙中国新聞は当時、自転車道の未整備区間も多く標識による案内も乏しかった、と報道している。「自転車も高速道路をず～と走れるんやろ」と自転車道の存在を知らなかった島民もいた。

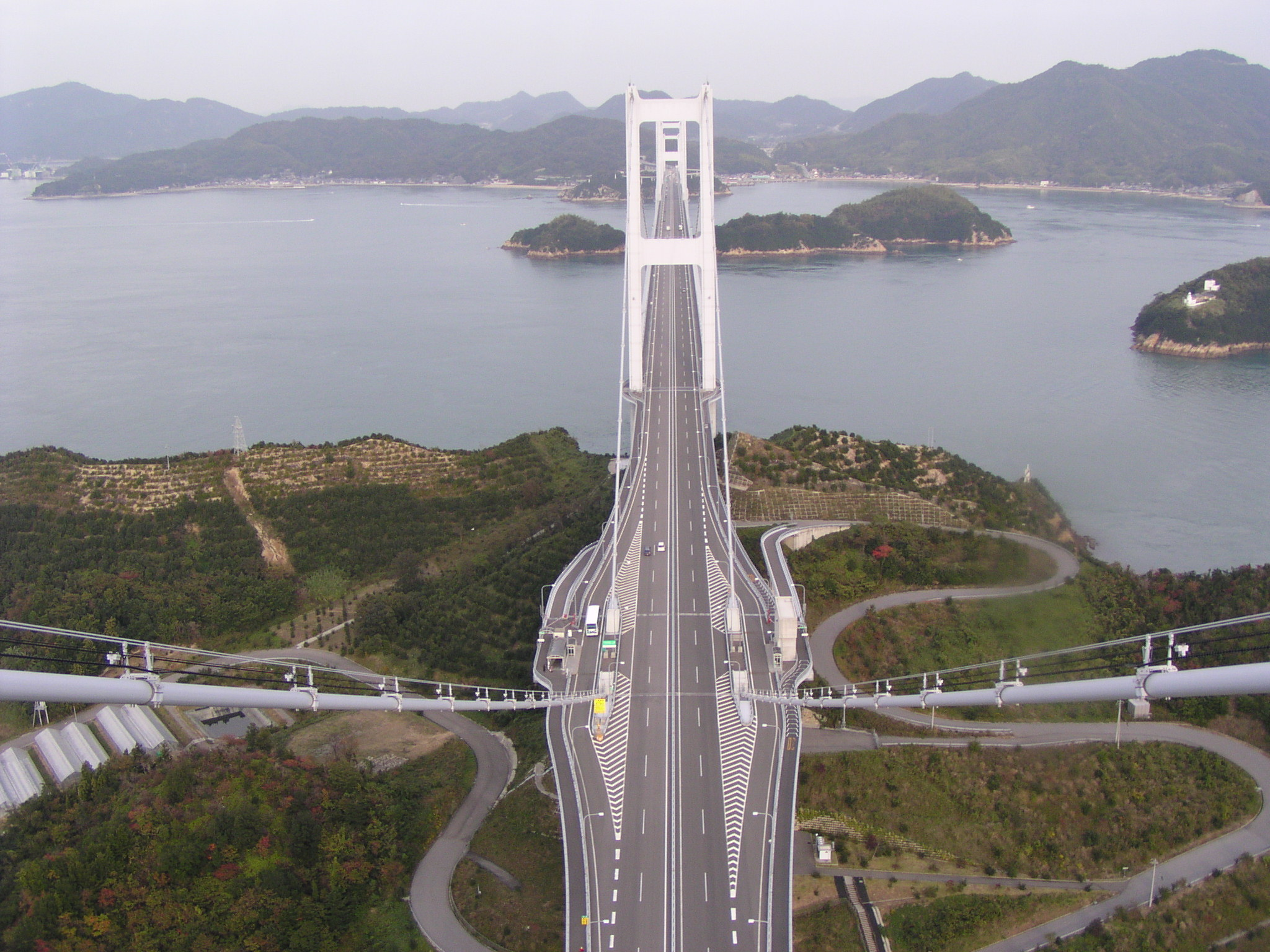
来島海峡大橋馬島IC付近。1999年供用開始。左外側（北側）が自転車歩行者道、右外側（南側）が原付道。
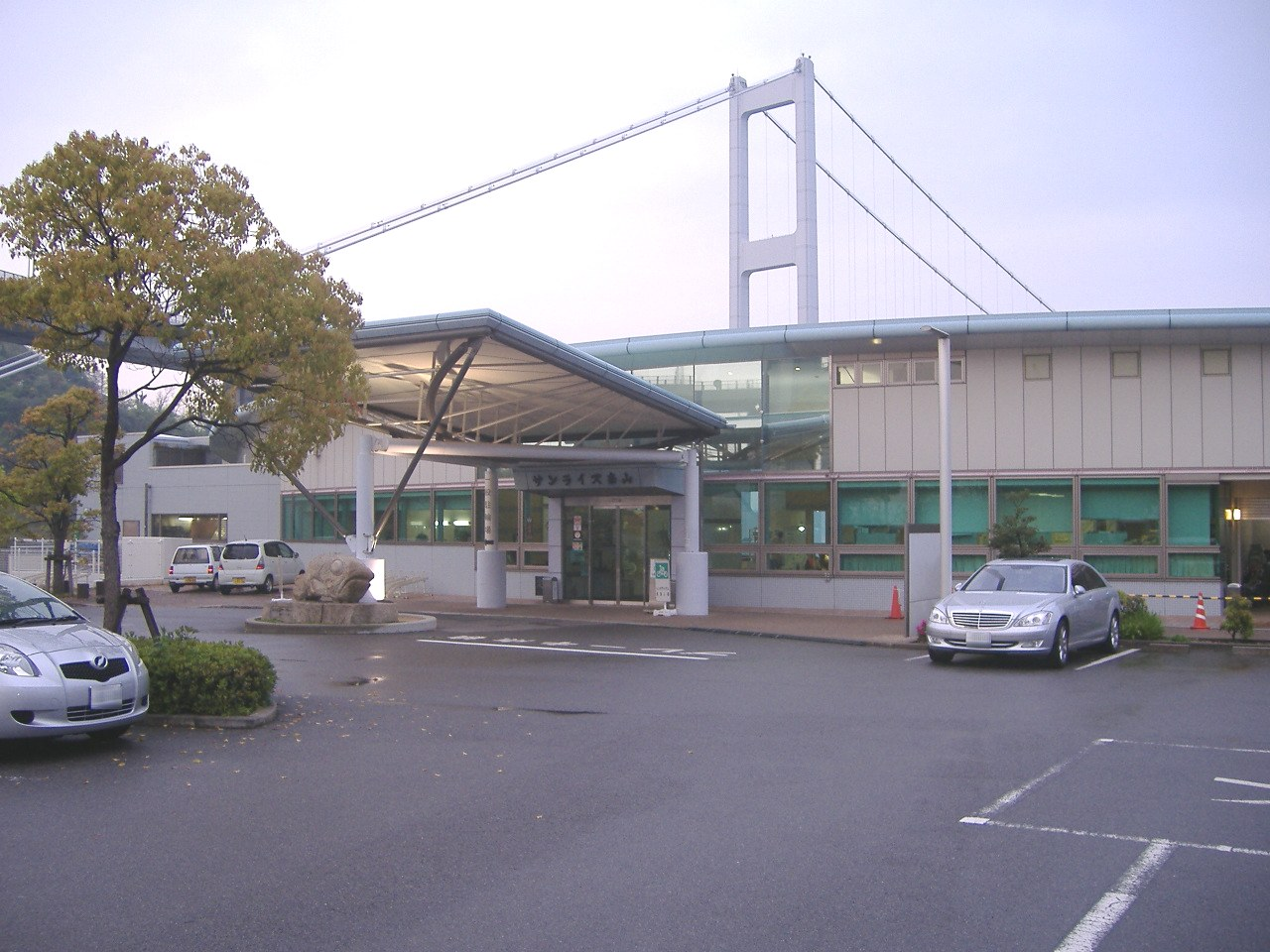
サンライズ糸山。1999年開業。今治側の出発拠点。

開通に伴い島と島あるいは県境を超えての乗り捨てを可能としたレンタサイクル事業が始まった。これは今治側が主導したものであり、広島県側では県のイベント協会が立ち上げ1999年開幕記念イベント終了後に各市町が引き継ぎ、瀬戸内しまなみ海道周辺地域振興協議会がすべてを取りまとめて運営していた。当初は両県とも盛況した。ただ広島県側では当時乗り捨てシステムは利用者数の予測が立てられないとして沿線各市町で対応に温度差があり、拠点づくりやメンテナンスサービスも不十分であった。知名度自体が上がらなかったため事業は苦戦を強いられ、2005年には実績の最低値を記録している。
そうした状況下でサイクルイベントを継続的に開催し「しまなみ海道＝自転車」のイメージ作りを続けていた。またサイクリングのノウハウは今治側が先行していたが、観光開発のノウハウは尾道側が先行しており、お互い教え合うことで連携を深めていった。
| 年度 | 000000 | 愛媛   | 広島   |
| ---- | ------ | ------ | ------ |
| 1999 |        | 57,010 | 13,000 |
| 2000 |        | 33,929 | 10,879 |
| 2001 |        | 24,257 | 10,549 |
| 2002 |        | 21,693 | 10,469 |
| 2003 |        | 22,522 | 9,425  |
| 2004 |        | 21,016 | 9,461  |
| 2005 |        | 19,622 | 10,274 |
| 2006 |        | 24,089 | 11,389 |
| 2007 |        | 39,034 | 11,924 |
| 2008 |        | 41,926 | 14,531 |
| 2009 |        | 36,335 | 15,844 |
| 2010 |        | 30,842 | 17,336 |
| 2011 |        | 36,622 | 24,327 |
| 2012 |        | 41,122 | 33,750 |
| 2013 |        | 42,228 | 39,623 |
| 2014 |        | 57,117 | 59,186 |
| 2015 |        | 67,012 | 68,217 |
| 2016 |        | 62,348 | 78,857 |
| 2017 |        | 66,372 | 83,368 |
| 2018 |        | 58,304 | 73,771 |

2004年には愛媛県側が国土交通省サイクルツアー推進事業モデル地区に指定され、翌2005年から2007年まで愛媛県側で住民参加型モデルコース作り、つまりハードではなくソフト面での事業を展開した。

### 自治体主導による振興
2006年西瀬戸自動車道のすべてが竣工し、全線開通となった。更に平成の大合併で沿線の愛媛県側が2005年までにすべて今治市に、広島県側が2006年までにすべて尾道市に編入され、2007年には尾道市・尾道商工会議所・今治市・今治商工会議所・上島町で任意団体瀬戸内しまなみ海道振興協議会を新たに設立、連携して観光活用を取り組むことになる。この協議会がのちに日本版DMOしまなみジャパンとなる。その中で2007年尾道市長に就任した平谷祐宏はシマノを訪ねて協力を取り付けていた。
ここで愛媛県側で先行していたソフト事業を協議会（しまなみジャパン）が継続して取り組むことになり、2008年・2009年と2度にわたる社会実験をし問題点を抽出した。そこで一般観光客が迷わないよう案内表示に重点が置かれるようになり、日本で初めてとなるブルーラインによる標示が2009年度しまなみ海道の広島県側で始まり2012年に全線完了した。
また2009年愛媛県側で、サイクリストと住民の交流をテーマにまちづくりを展開する組織としてNPO法人シクロツーリズムしまなみが設立されている。
2010年、愛媛県の知事に中村時広が就任した。中村時広知事は政策の一つに「愛媛マルゴト自転車道」構想を打ち出し県内に26ものサイクリングコースを設定し県と市が連携して整備した。今治市では菅良二市長と連携し、2者はしまなみ海道をサイクリストの聖地とし更に中村知事はその効果を愛媛県全体に広げようとした。つまり2010年代以降は、愛媛県側が主導しそれに広島県側の湯崎英彦県知事・平谷市長が同調し連携を深めた形になる。そして国を通さず各自治体長が先頭に立って直接海外に売り込みをかけていった。更に関係する全自治体長が方向性を大きく示したことが住民および民間企業の参入を容易にし、産官民でアイデアを持ち寄りさらなる振興へとつながった。
また「通行料があってはサイクリストの聖地となりえない」と橋梁における自転車道の無料化に向けて、自治体や地元選出国会議員まで担ぎ出して国土交通省に何度も陳情した。結果2012年からゴールデンウイークから5月末の土日休日限定で試験的に実現、2014年は7月から3月末まで拡大、以降無料化が続いている。

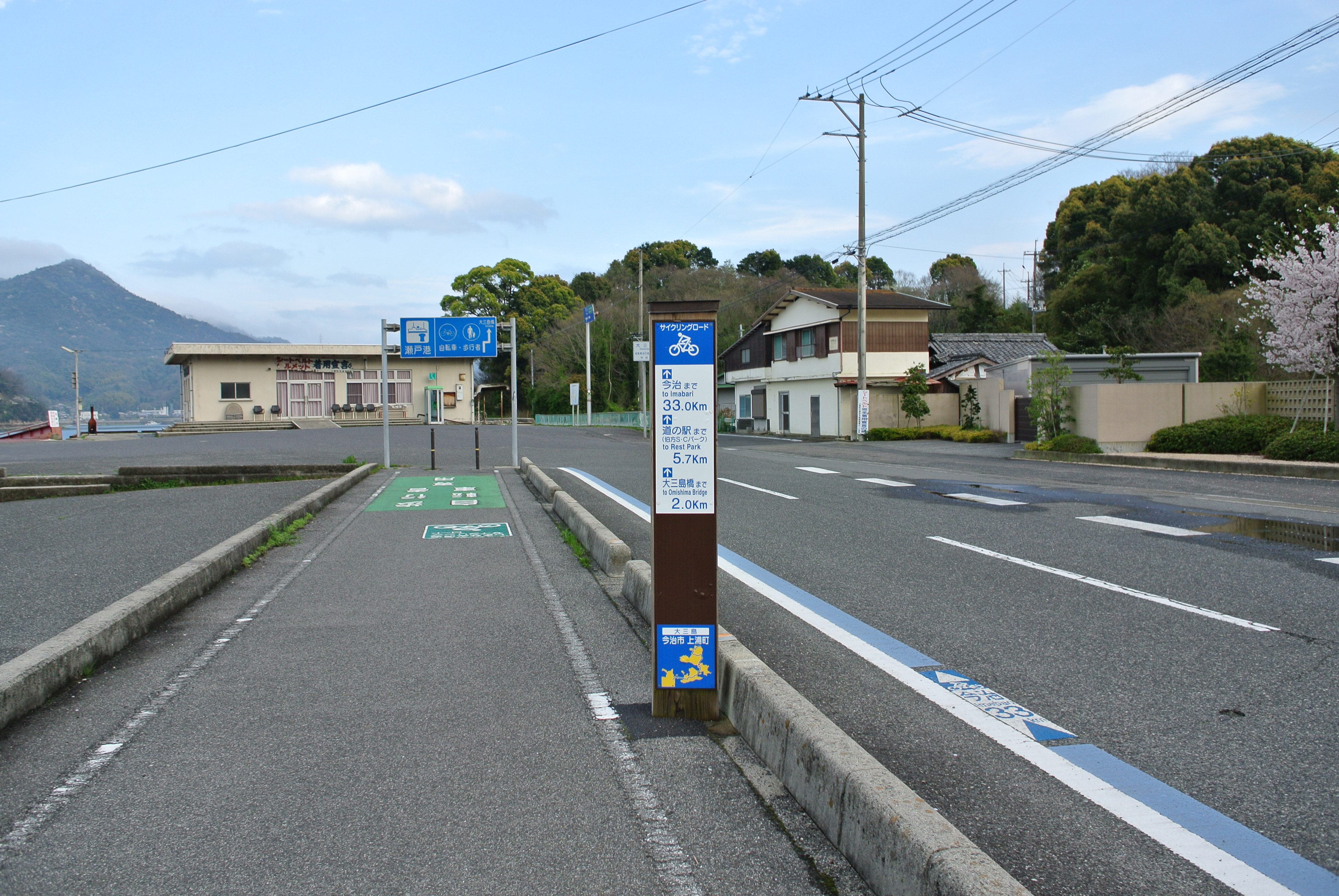
大三島・上浦町瀬戸。ブルーライン・矢羽・案内看板が設置されている。ここでは旧来からの歩道側の自転車道標示も残る。
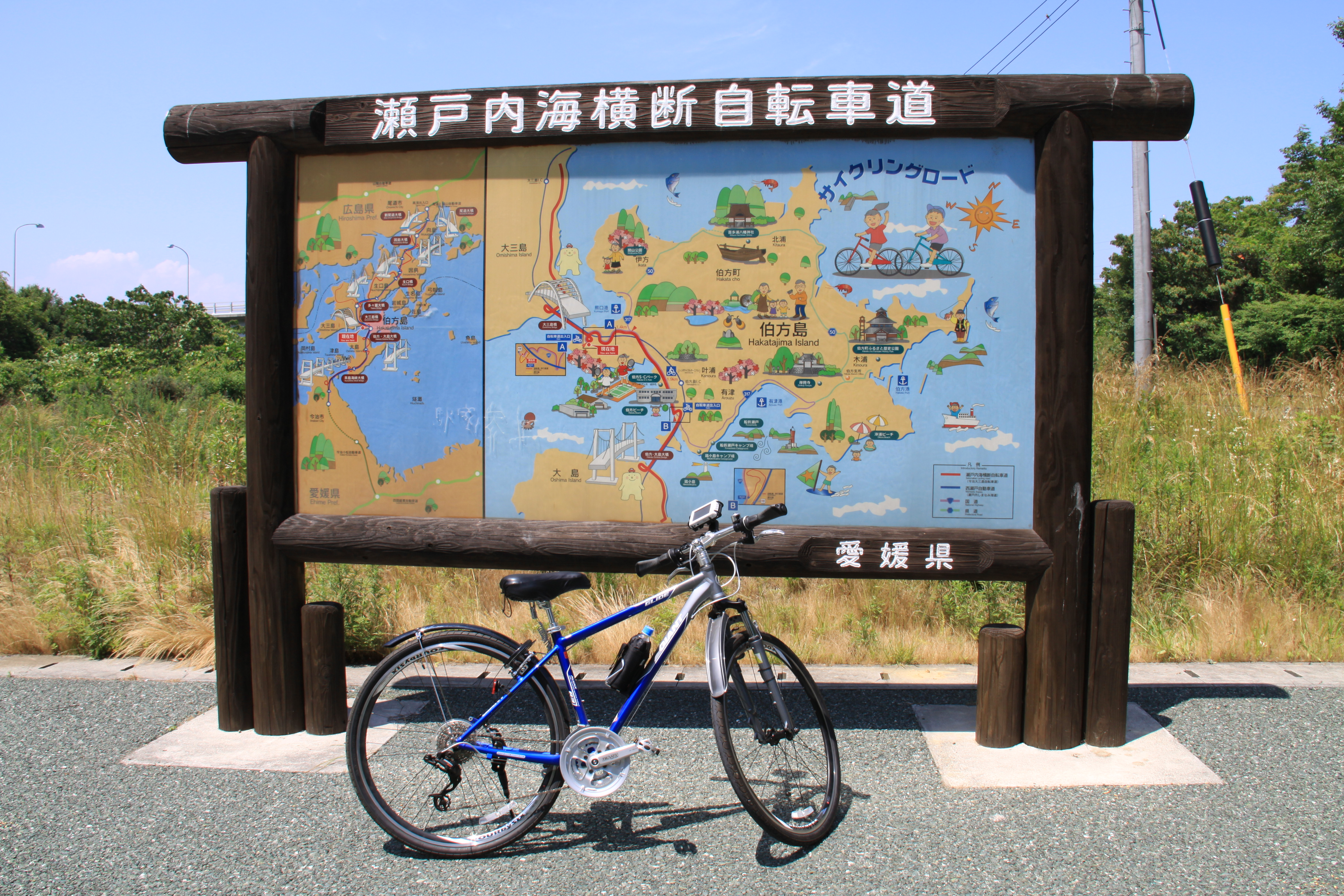
伯方島・伯方町伊方。写真は2008年時点であり、現在は「しまなみ海道サイクリングロード」表記や地図全体が更新されている。
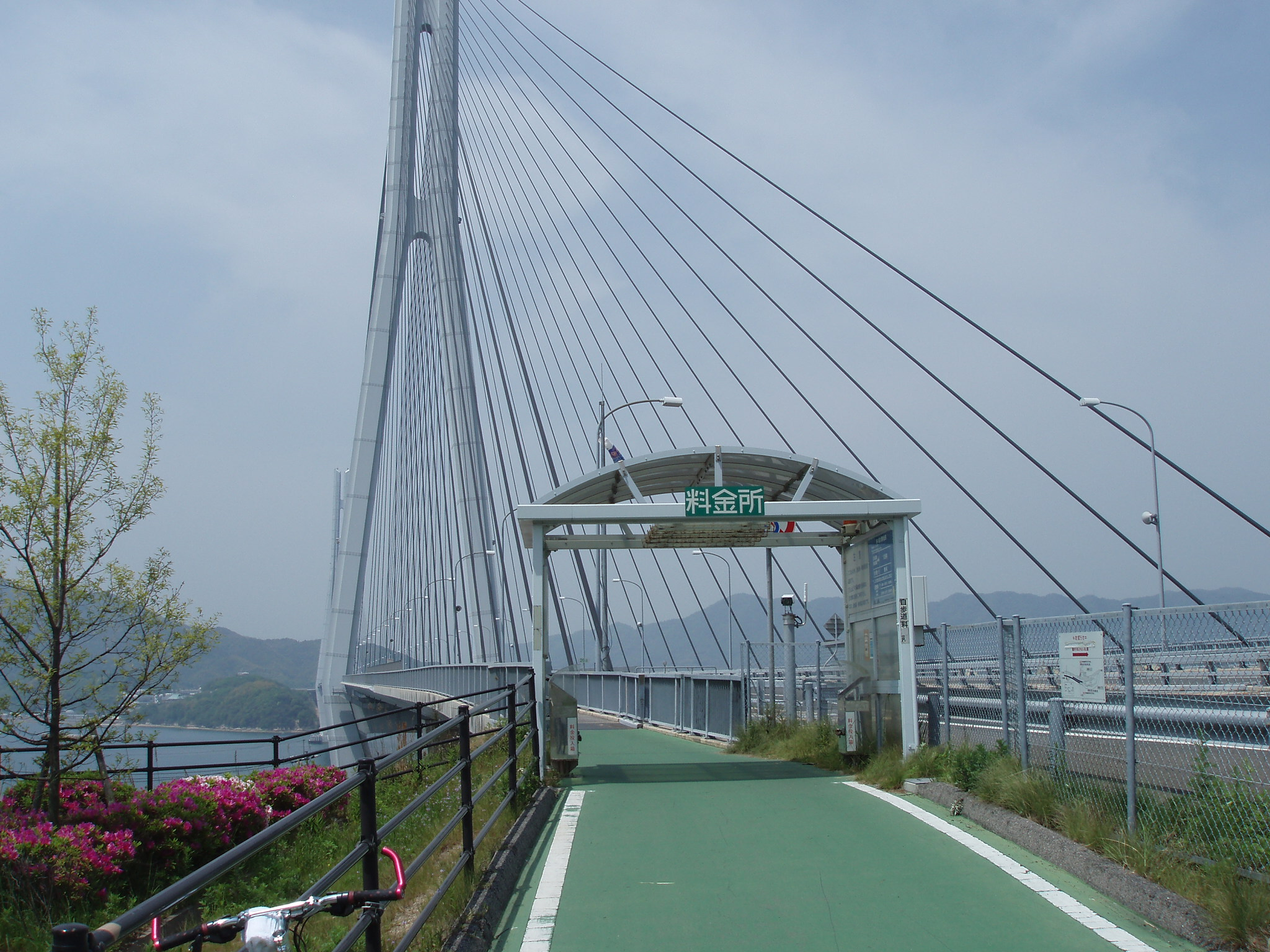
多々羅大橋料金所。

「しまなみ海道を活かした自転車まちづくりプロジェクト～地元に根ざした、持続可能な地域おこし～」で、平成26年度国土交通省手づくり郷土賞受賞。

### 海外からの評価
ここで台湾でのサイクルツーリズムのノウハウを持ち、日本国内でスポーツサイクル販売を強化しようとしていたジャイアント社が参入する。その創業者である劉金標（キング・リュー）は台湾での自転車ブームの火付け役であり、その後オランダ・中国と走破し、そして日本を走りたいと思っていた。愛媛中村知事が直接売り込んだことでしまなみ海道を走ることになり、2012年5月劉は来日し同社CEO羅祥安（トニー・ロー）や台湾の財界人、愛媛中村・広島湯崎両県知事とともに走破した。劉が走り絶賛したことでしまなみ海道はサイクリンクコースとして世界的に知られるようになる。同様に羅や2017年から劉に代わってジャイアント董事長となった杜綉珍（ボニー・ツー）も評価し、更にジャイアントは販売店を今治・尾道に出店し、系列の旅行社Giant Adventureは訪日台湾人向けにサイクリングツアーを主催した。

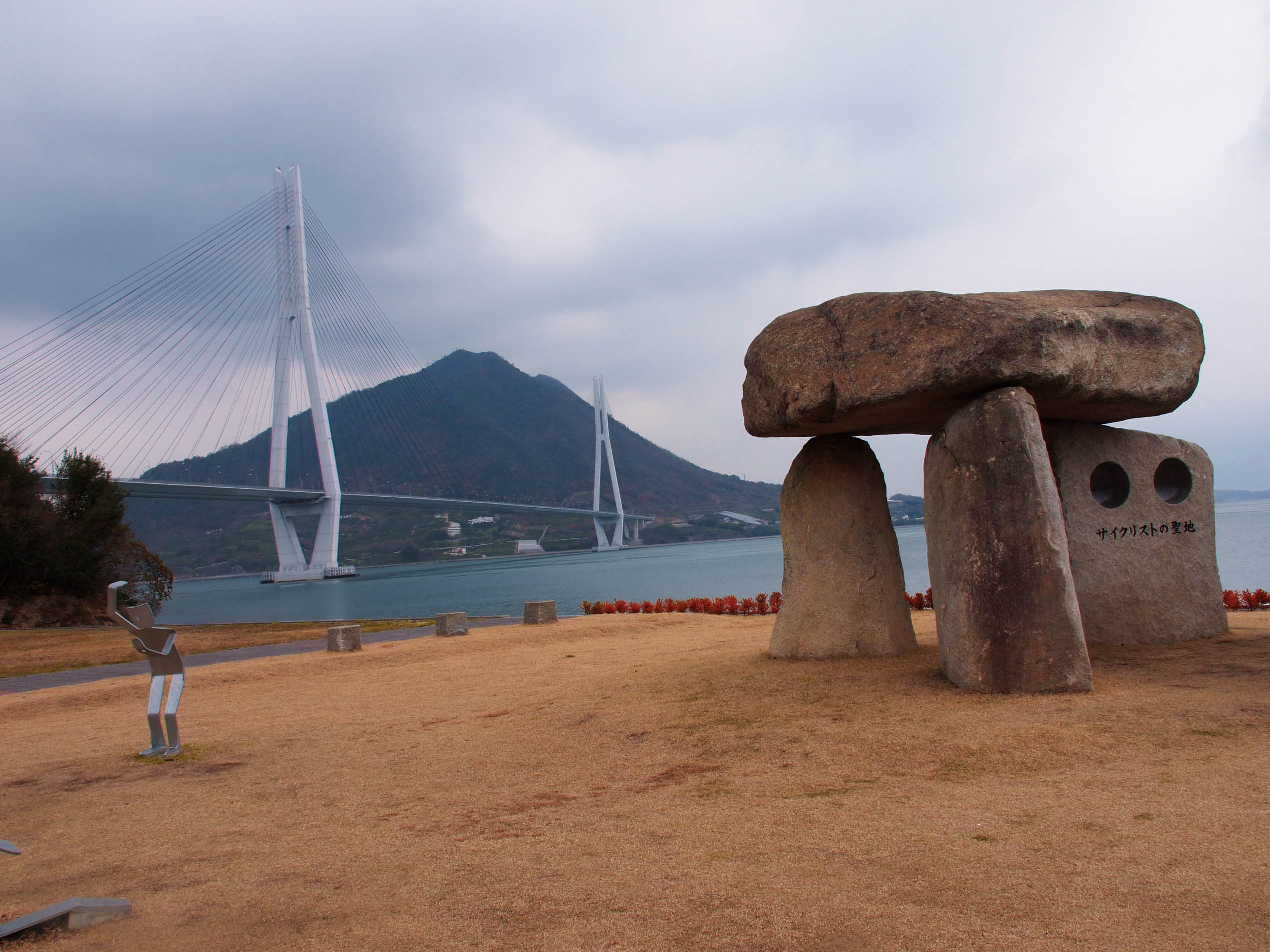
多々羅しまなみ公園にある「サイクリストの聖地」記念碑。日月潭との姉妹自転車道提携記念とサイクリングしまなみ開催記念として2014年建立された。大島石製。左は人型サイクルラック。

NPOシクロツーリズムしまなみによると、急激にサイクリストが増えたのは2013年ごろであるという。サイクリストが増えた要因には2014年から始まった国際サイクリング大会「サイクリングしまなみ」の影響もあると考えられている。
2013年『ミシュラン・グリーンガイド・ジャポン』(フランス版)は一つ星評価でShimanami-Kaidoを初めて掲載した。2014年CNNは「7 best bike routes in the world」の一つとしてしまなみ海道を選定した。ロンリープラネットは2015年9月版『Lonely Planet Japan』にて1ページにわたり特集記事を組み、2016年発行『EPIC BIKE RIDES of the WORLD』にてCycling the Seto Inland Sea(Japan)として選定した。
2014年には日月潭サイクリングコースと姉妹自転車道協定を結んでいる。これにより台湾サイクリスト協会との関係を深めた。2017年スカイスキャナーは「世界で最も美しいサイクリングルート8選」としてしまなみ海道・日月潭をともに選定した。

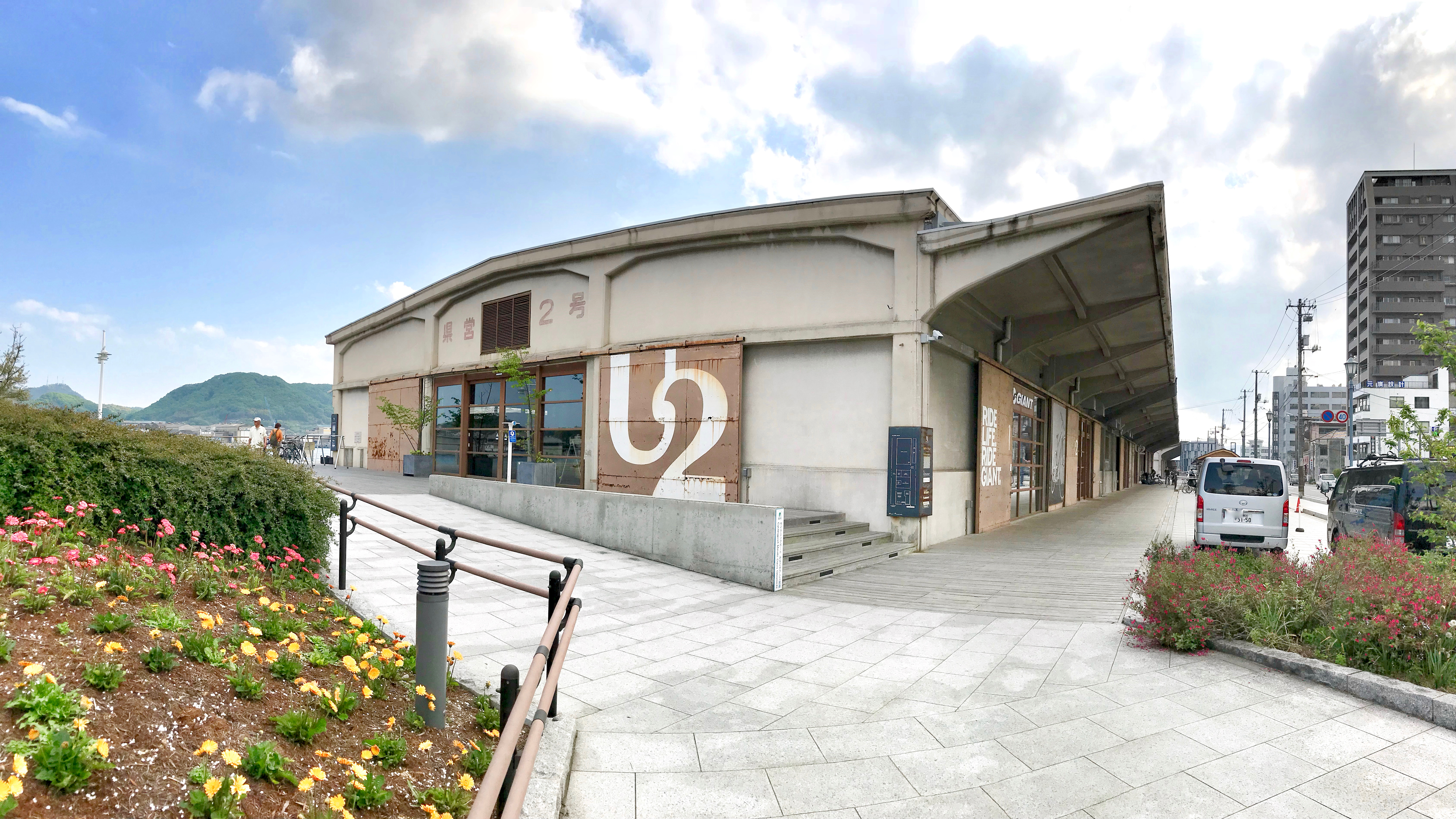
2014年開業ONOMICHI U2。NCR認定要件における受入施設例として紹介されている。

こうして海外のツーリストがしまなみ海道を評価しそれに伴ってインバウンド需要が急増し、それが跳ね返る形で日本国内で評価されだしてサイクリストの聖地と呼ばれるようになった。2018年報道によると、外国人観光客は台湾からが最も多く、香港・アメリカ・オーストラリア・フランスと続く。日本の地方自治体が直接ジャイアントと交渉してタイアップし世界に向けてサイクルツーリズムを売り出した例はしまなみ海道が事実上最初のことであり、この成功ののちに琵琶湖一周「ビワイチ」や東北被災地振興「ツール・ド・東北」などが続いている。
2016年度スポーツ文化ツーリズム大賞を受賞している。また2016年自転車活用推進法成立、2018年政府がサイクルツーリズムの推進による観光立国を掲げナショナルサイクルルート構想が進められた背景にはしまなみ海道での成功によるところもあり、全国他のサイクルルートもしまなみ海道をモデルケースとして整備が進められている。2019年には国土交通省からナショナルサイクルルートとして正式に指定を受けた。
一方で悪戯の発生もみられ、2019年9月に何者かにより大量の画鋲が撒かれ、30台以上の自転車のタイヤがパンクする被害が出た。広島・愛媛両県警が器物損壊や道路交通法違反の容疑で捜査を行っているが、被疑者の検挙には至っていない。

## 路線

### メインルート
全長約70km。獲得標高約1,000m。西瀬戸自動車道に沿っているのは橋の上だけでありそこは原付および自転車歩行者専用道路、その他は島内の一般道を用いている。最低標高は尾道水道（海面）、最高標高は大島の宮窪峠79m、橋梁部最高が来島海峡第二・第三大橋の78m。路線にはブルーラインや道路看板、矢羽で今治と尾道までの距離表示、などで表示案内は充実している。公表による片道走破時間は、早い人で4～5時間、体力に自信のある人で5～6時間、初心者やゆっくり走って10時間、とされている。
特徴的な景観は、瀬戸内海国立公園内の多島美とそれを繋ぐ長大橋である。最大の魅力は海の上を自転車で渡れることであり、海と島との一体感、空を飛ぶような爽快感、が楽しめる。気候は瀬戸内海式気候であり、一年を通して温暖で、梅雨・台風以外では降雨は少ない。また沿道には大山祇神社や耕三寺などの名所、この地域は村上水軍ゆかりの地でありその博物館など様々な観光施設がある。外国人観光客には、柑橘の畑・漁港・造船所が見える風景も好まれているという。2012年走破した劉金標はルートの感想をこう述べている。
橋の通行料の無料化は、2026年（令和8年）3月31日までは延長が決定している。無料化による減収分は、沿道の各自治体（広島県・愛媛県・尾道市・今治市）で構成するしまなみ海道自転車道利用促進協議会および本州四国連絡高速道路（JB本四高速）が負担している。ちなみに原付は現在でも有料である。
一方でネガティブな感想として挙がるのが、橋へ上がるまでの坂、潮風、橋梁とその取付道路以外は島内で生活道路としても用いられている一般道で車・歩行者との分離が不十分であることである。橋への取付道路はすべて勾配3.0%で設計されている。最急勾配は今治市伯方町大字伊方-大字叶浦間の勾配5.3%が0.3km、また大島の宮窪峠は北側（尾道側）が勾配4.8%が1.1km・南側（今治側）が勾配4.5%が1.3km続く。風はNPO法人シクロツーリズムしまなみによると、強めの風が吹く場合は南西から（今治→尾道方向）が多いという。また、橋およびその取付道路は原付および自転車歩行者道であり、原付道と自転車歩行者道が混在する区間と分離する区間が存在する。
以下メインルート内の橋と橋の間の目安距離（表記:距離）、橋長、海面から自転車道までの高さ(表記:路高)、原付道と自転車歩行者道の混在状況（表記:原付）、かつての通行料と現在推奨されている尾道水道での渡船料金（表記:料金）、ルートの島内における標高値（縦断面図）を示す。
| 距離 | -              | 3.6km          | 3.6km             | 3.6km             | 15.9km            | 15.9km            | 15.9km | 15.9km   | 4.9km  | 4.9km  | 4.9km    | 7.2km    | 7.2km  | 7.2km      | 15.6km     | 15.6km | 15.6km | 12.7km | 12.7km | 12.7km   | 9.8km    | 9.8km | 9.8km                                                                           | 9.8km  | -      |
|      |                |                |                   |                   |                   |                   | 大島   |          |        | 伯方島 |          |          | 大三島 |            |            | 生口島 |        |        | 因島   |          |          | 向島  |                                                                                 |        |        |
|      | サンライズ糸山 | サンライズ糸山 | 来島海峡 第三大橋 | 来島海峡 第二大橋 | 来島海峡 第二大橋 | 来島海峡 第一大橋 | 大島   | 大島大橋 | 伯方橋 | 伯方島 | 大三島橋 | 大三島橋 | 大三島 | 多々羅大橋 | 多々羅大橋 | 生口島 | 生口橋 | 生口橋 | 因島   | 因島大橋 | 因島大橋 | 向島  | (渡船)                                                                          | 尾道駅 | 尾道駅 |
| 橋長 | -              | -              | 1,570m            | 1,515m            | 1,515m            | 960m              | 大島   | 840m     | 325m   | 伯方島 | 328m     | 328m     | 大三島 | 1,480m     | 1,480m     | 生口島 | 790m   | 790m   | 因島   | 1,270m   | 1,270m   | 向島  | -                                                                               |        |        |
| 路高 | -              | -              | 78m               | 78m               | 78m               | 58m               | 大島   | 39m      | 34m    | 伯方島 | 41m      | 41m      | 大三島 | 48m        | 48m        | 生口島 | 35m    | 35m    | 因島   | 58m      | 58m      | 向島  | 0                                                                               |        |        |
| 原付 | -              | -              | 分離              | 分離              | 分離              | 分離              | 大島   | 混在     | 混在   | 伯方島 | 混在     | 混在     | 大三島 | 分離       | 分離       | 生口島 | 分離   | 分離   | 因島   | 混在     | 混在     | 向島  | -                                                                               |        |        |
| 料金 | -              | -              | 200円             | 200円             | 200円             | 200円             | 大島   | 50円     | 50円   | 伯方島 | 50円     | 50円     | 大三島 | 100円      | 100円      | 生口島 | 50円   | 50円   | 因島   | 50円     | 50円     | 向島  | 大人100＋自転車10＝110円(尾道渡船・向島運航) 大人60＋自転車10＝70円（福本渡船） |        |        |

### サブルート

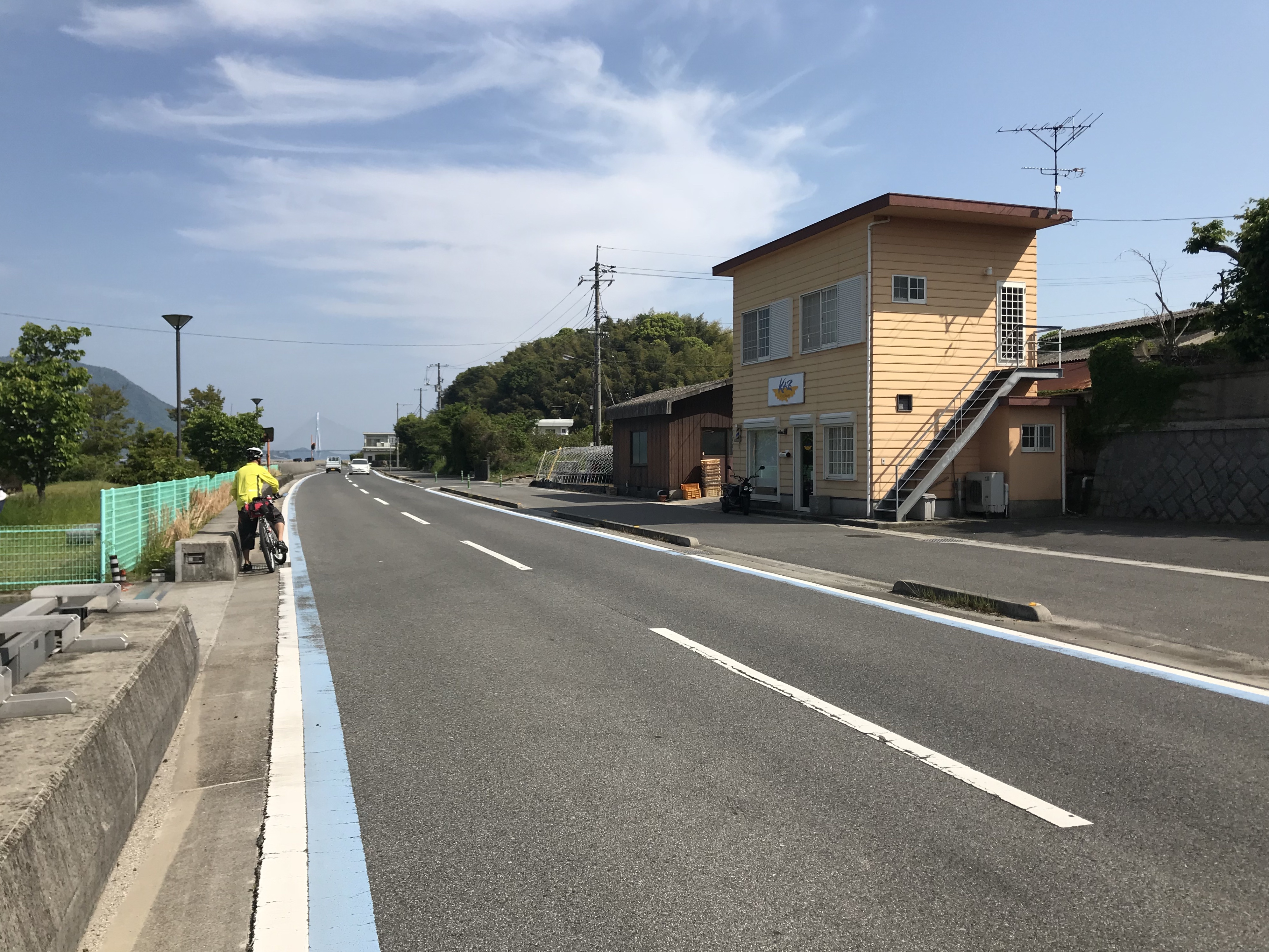
大三島盛漁港付近。外周コース。

しまなみ海道にはメインルートの他にもルートがあり、それらを組み合わせることで初級者向けにも上級者向けにもなる。
外周コース
それぞれの島の環状道にもブルーラインが引かれている。矢羽・案内看板では「日: 外周コース 英: Island Explorer」とメインルートとは別表記で案内されている。
初級者向けとして、メインルートの一部を外周コースに替えたルート78.2kmをNPOシクロツーリズムしまなみが紹介している。これはメインルート上には因島と大島に峠道があり、そこを避けて外周コースを用いることで峠は大島宮窪峠のみになり、距離は長くなるが獲得標高は少なくなる利点がある。
- 【ビギナー編】しまなみ海道サイクリングおすすめルートマップ - GoogleMap。シクロツーリズムしまなみ作

離島サイクリング
周辺の島々、ゆめしま海道(上島架橋)やとびしま海道(安芸灘諸島連絡架橋)と、橋は繋がっていないが船で渡ってから走るという選択肢もある。特にゆめしま海道はしまなみ海道と同等のサービスが提供されている。外国人観光客から、うさぎ島として海外で有名になった大久野島への渡船の問い合わせも多い。これらへの船内では輪行なしでそのまま持ち込める。
ヒルクライム
大島亀老山・カレイ山、伯方島開山・宝股山、大三島鷲ヶ頭山、生口島県道372号、因島白滝山・因島水軍スカイライン、向島高見山、などヒルクライムルートも存在する。
以下、その他のモデルコースとして紹介されているものを列挙する。
- しまなみジャパンによるモデルコース
- 尾道観光協会によるモデルコース
- 今治地方観光協会によるモデルコース
- 今治市サイクリングターミナルによるモデルコース
- JB本四高速によるモデルコース
- （英語）Shimanami Kaido cycling route - GoogleMap。シクロツーリズムしまなみ作成。

## アクセス

### 尾道側
JR尾道駅
尾道側のしまなみ海道サイクリングロードの終点。広域交通網では、空は広島空港、鉄道は山陽本線・山陽新幹線（新尾道駅）、海は尾道糸崎港、高速道路は山陽自動車道・中国横断自動車道・西瀬戸自動車道。駅前すぐに向島への渡船がある。駅周辺に有料駐車場があるが、観光シーズンは慢性的に駐車場が不足する。サイクリストは尾道水道を隔てた向島に「向島運動公園」があり、そこの無料駐車場を利用することができる。民営のレンタサイクル店・サイクリストに対応した宿泊施設が構内にある。公営のレンタサイクル拠点は駅前港湾駐車場にある。駅前にONOMICHI U2がある。
JR新尾道駅
新幹線停車駅であるが、停車する新幹線の本数が少なく利便性が悪い。駅も小規模で、尾道駅へは路線バスでの移動となる。自転車で自走する場合は4kmの距離となる。
JR福山駅
のぞみを含めた多くの新幹線が停車する。尾道駅までは20kmの距離があり、自走またはJR山陽線乗り換え。駅前に多くの宿泊施設がある。
広島空港
広島空港には「サイクル・ハブ」が整備されており、更衣室や梱包用段ボールの一時預かり、工具の貸し出しなどが行われている。空港リムジンバスには、輪行袋に入れた状態の自転車を乗せることができる。広島空港から尾道駅までのリムジンバスも2016年4月より開始されている。尾道駅までは三原および本郷経由で約35kmであるが、広島空港が丘陵地に所在するために、帰路の本郷-空港間は急峻な登りとなる。

### 今治側
サンライズ糸山
今治側のしまなみ海道サイクリングロードの終点であり、宿泊施設やレストランも備える。アクセスはサンライズ糸山を参照。無料駐車スペースを備える。駐車場の詳細はアクセスマップ - サンライズ糸山参照。今治側のレンタサイクルターミナルの拠点でもあるが、公共交通機関は路線バスのみとなっており、本数も一日数本のみの運行となっている。
JR今治駅・今治駅前サイクリングターミナル
広域交通網では、空は松山空港、鉄道は予讃線、海は今治港、高速道路は西瀬戸自動車道。駅周辺に有料駐車場がある。駐車場の詳細は今治市市営駐車場のご案内 - 今治市参照。公営・民営のレンタサイクル拠点がある。サンライズ糸山までは6kmの距離にある。サンライズ糸山へのルートは特に指定されていないが、駅の北側の道路で予讃線に沿って北上し、今治市近見町で国道317号に入り波止浜方面に進み、今治市高見で愛媛県道161号糸山公園線に入ってサンライズ糸山に至るルートにブルーラインが引かれている。
JR波止浜駅
サンライズ糸山まで2kmの予讃線の至近駅だが、無人駅となっている。特急は停車せず、普通列車のみの停車。コインロッカーもない。
松山空港
松山空港にも「松山エアポートサイクルステーション」が設けられており、更衣室や工具貸し出しが行われている。サンランズ糸山まで48km、松山駅までは5.2km。今治行きリムジンバスは無いので、リムジンバスを利用する場合は松山駅経由となる。
東予港
四国開発フェリーが運営する東予港－大阪南港間のフェリーにはサイクリスト向けにサービスを提供している（ただし東予港からサンライズ糸山までは30kmの距離がある）。壬生川駅への連絡バスに限り輪行袋の持ち込みが可能である（今治行き連絡バスもあるが、輪行袋持込み不可）。

## ゲートウェイ
国土交通省が定めたナショナルサイクルルートの認定条件では、主要交通拠点の内、レンタルサイクルや更衣室、タイヤチューブの販売や携帯食の販売、工具の貸し出しなども可能である拠点を設置することを求めており、それらを「ゲートウェイ」と呼称している。「しまなみ海道サイクリングロード」におけるゲートウェイは、JR尾道駅・サンライズ糸山・JR今治駅の3ヶ所が指定されている。

## 附帯

### サポートサービス

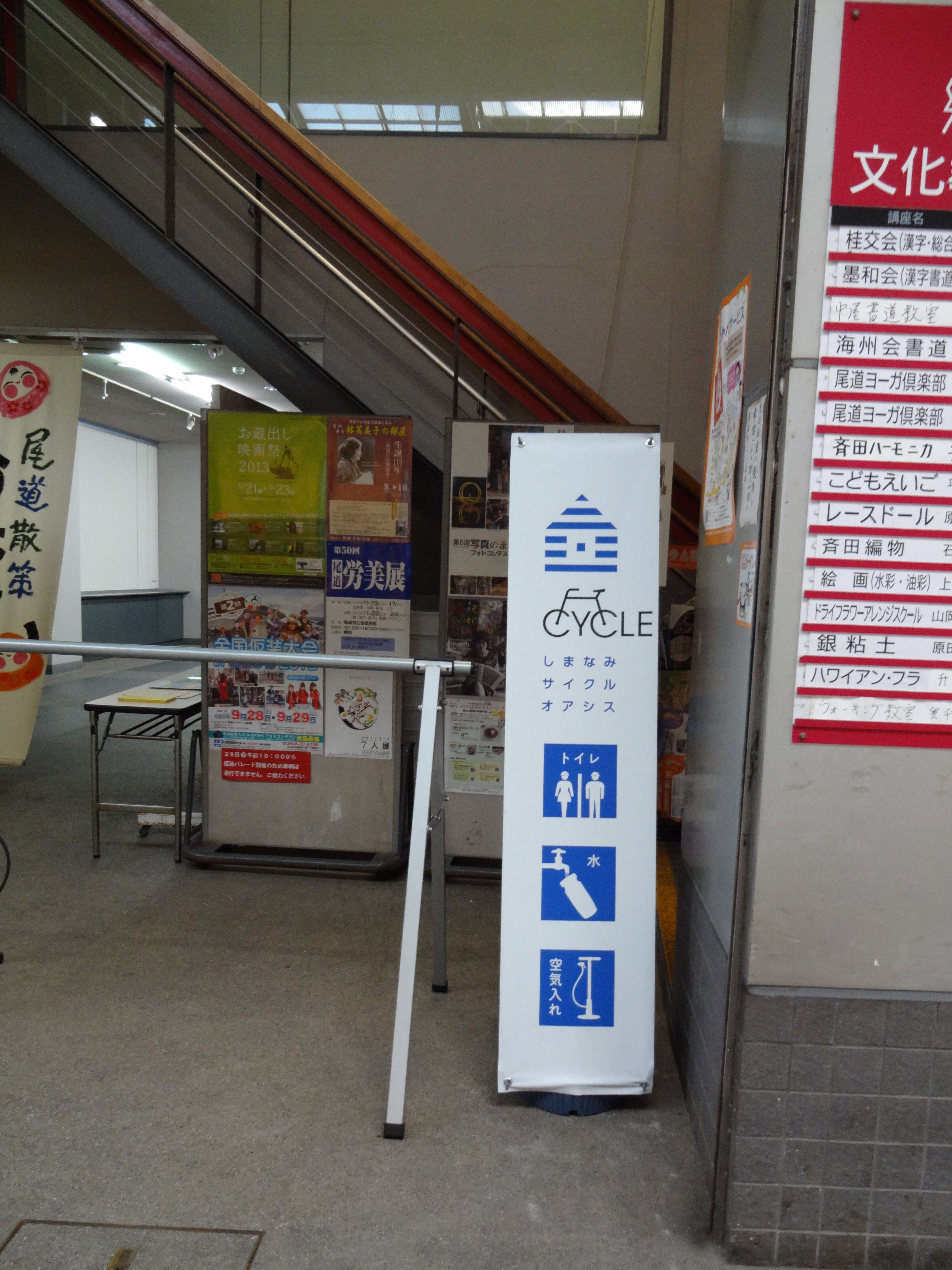
しまなみサイクルオアシスの看板とサイクルスタンド

DMOしまなみジャパン、NPO法人シクロツーリズムしまなみ、広島県、愛媛県が、共通したあるいは独立した取り組みを行っている。またここでの取り組みが広島・愛媛両県の他のサイクルツーリズムに波及している。以下共通のものを列挙する。
しまなみサイクルオアシス
広島県側 / 愛媛県側
沿線の農家・民宿・ガソリンスタンド・小売店・喫茶店・道の駅・寺など、サイクリストが気軽に立ち寄れるおもてなしの場所がボランティアで提供されている。何気ない場所にサイクルスタンドが置かれている。
しまなみ島走レスキュー
広島県側 / 愛媛県側
しまなみ海道沿いには自転車屋自体が極めて少ない。これは自転車のトラブルに対して地元有志ができる範囲内でサポートを提供している。有料なものと無料なものがあり事前に電話連絡するよう案内されている。
- レスキューポイント : 持ち込み修理に対応。
- レスキュータクシー : レスキューポイントや病院に自転車ごと運搬。

しまなみ自転車旅の宿
広島県側 / 愛媛県側
自転車を安全に保管できる、自転車の発送、などのサービスを提供する宿泊施設。
サービスエリア(SA)・パーキングエリア(PA)
西瀬戸自動車道には大浜PA・瀬戸田PA・上浦PA・来島海峡SAがあるが、推奨ルートから直接接続されているのは大浜PAのみである。大浜PAは、因島大橋の四国側に渡った直後にルート上に階段が整備されており、そこを徒歩で登ることで直接大浜PAおよびその展望台に行くことが出来る。

### 運搬サポート
自分の自転車を持ち込むサイクリストが多く、それに対応するサービスも提供されている。途中まで別の交通手段で行きそこからサイクリング、あるいはサイクリングでの途中リタイヤも可能にしている。
宅配輸送
2018年時点で配達輸送サービスを行っているのは4例。所有者が輪行できる形まで分解する必要がある。
- 自宅から目的地
  - カンガルー自転車輸送便
  - サイクリングヤマト便
  - シクロエクスプレス
- 提携宿泊施設間。
  - しまなみ海道手ぶらサイクリング - 自転車輸送の他に、サイクリング中に必要ない荷物を即日配送するサービスがある[87]。

船
本州・四国から瀬戸内海の島々へは、生活航路としての意味合いが強いため自転車持ち込みに対応している船が多い。つまり船を使えば輪行なしで移動できる。また上島町はゆめしま海道（上島架橋）でのサイクリングを推進するため観光客専用自転車船賃無料化事業を行っている。
ここでは尾道港からと今治港から発着ししまなみ海道の島へ往復する便のみ記す。
- 尾道港
  - 向島 : 尾道渡船・福本渡船・向島運航。尾道から向島へは渡船が推奨されている。
  - 因島（重井東） - 佐木島（須ノ上） - 生口島（瀬戸田） : 瀬戸内クルージング。この航路にはサイクルシップ・ラズリという自転車50台そのまま載せることができる船がある[88]。
- 今治港
  - 大島（友浦） - 伯方島（木浦） - 岩城島 - 佐島 - 弓削島 - 生名島 - 因島（土生） : 芸予汽船
  - 大三島（宗方） - 大崎上島（木江） : 大三島ブルーライン
  - 大三島（宗方） - 大下島 - 小大下島 - 岡村島 : 今治市営渡船

高速バス
- しまなみサイクルエクスプレス - 前輪だけ外せば直接を持ち込むことができる高速バス。要予約。2019年現在土日祝祭日のみ。
- 以下は輪行すれば荷物トランクに空きがあれば載せてもらえる。
  - しまなみライナー
  - 特急バス・急行バス

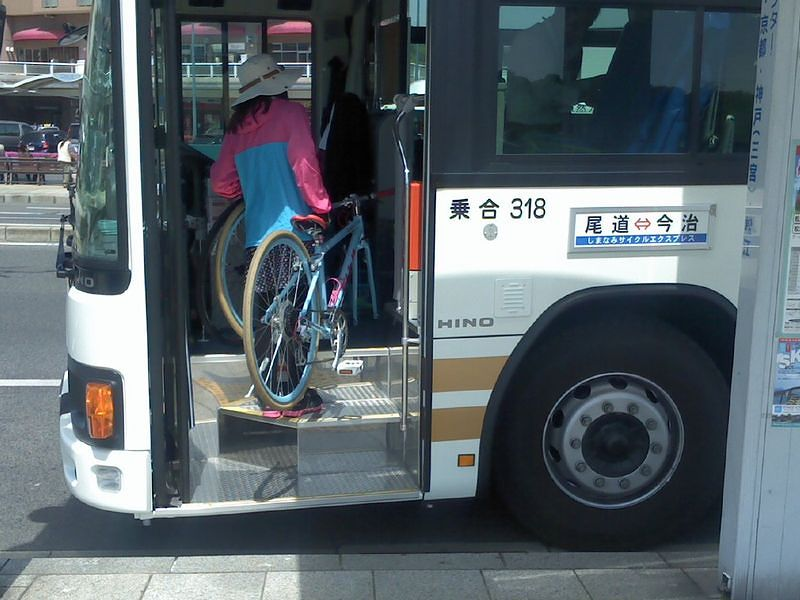
しまなみサイクルエクスプレス

鉄道（サイクルトレイン）
- サイクルトレインしまなみ号 - JR予讃線で春と秋の期間限定で運行されている。直接自転車を持ちこめる。
- ラ・マルしまなみ - JR山陽本線で春と夏の期間限定で岡山-尾道の下り線のみで運行されている。

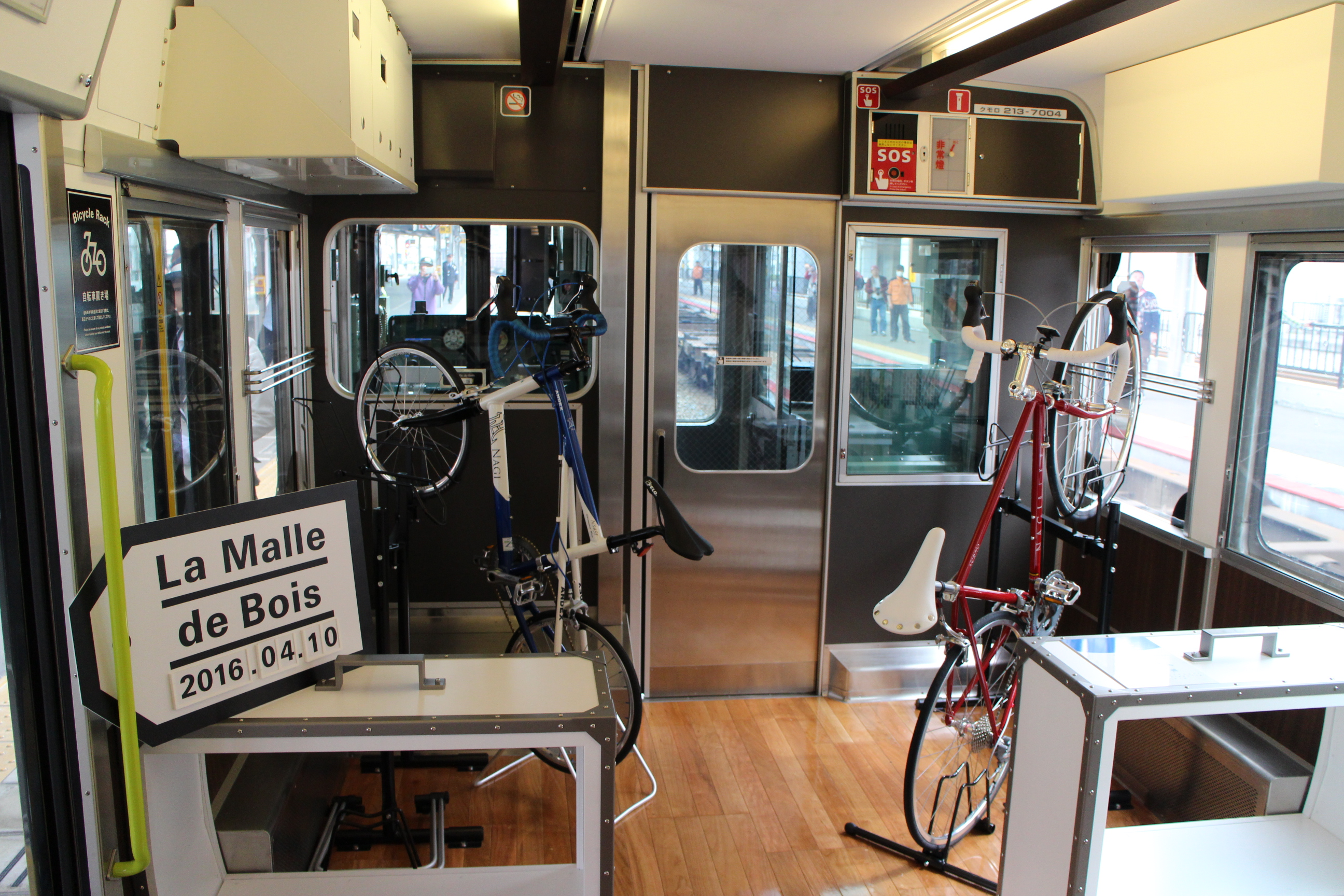
ラ・マル・ド・ボァのサイクルスペース

空港
規定のサイズであり、段ボールや輪行袋に梱包してあればカウンターで預けることが出来る。誓約書の記入とタイヤの空気圧を下げることが求められる。規定のサイズを超える場合は有料となるが、ANAでは航空機の貨物室に搭載可能な場合に限り対応するとされている。2018年、日本航空がせとうち観光推進機構の協力で、ロードバイクおよびクロスバイク向けに前輪を外すだけの輪行ボックス「SBCON」（エスビーコン）を開発。モニターを募集し、当地を巡る羽田空港発着ツアーが開催された。自分の自転車を預託手荷物として持ち込む遠方からの旅行者の期待が大きかったものの、空港アクセス自体よりも空港施設内の移動に課題を残す結果となっている。

### レンタル
公営
しまなみジャパン / 今治市（サンライズ糸山）運営
沿線に「しまなみレンタサイクルターミナル」というレンタルできる場所があり、別途金がかかるがどのターミナルでも乗り捨ても可能。チャイルドシート付きママチャリからクロスバイク、タンデムバイク、電動自転車などがレンタルできる。2019年からE-BIKEアクションしまなみという社会実験が行われている。
1. 尾道駅（駅前港湾駐車場）
2. 尾道市民センターむかいしま
3. 土生港（尾道市営中央駐車場）
4. 瀬戸田町観光案内所
5. 尾道市瀬戸田サンセットビーチ
6. 上浦レンタサイクルターミナル（道の駅今治市多々羅しまなみ公園）
7. 大三島レンタサイクルターミナル（道の駅しまなみの駅御島）
8. 伯方レンタサイクルターミナル（道の駅伯方S・Cパーク）
9. 宮窪レンタサイクルターミナル（宮窪観光案内所）
10. 吉海レンタサイクルターミナル（道の駅よしうみいきいき館）
11. 中央レンタサイクルターミナル（サンライズ糸山）
12. みなと交流センターレンタサイクルターミナル（今治港）
13. 今治駅前サイクリングターミナル（i.i.imabari! Cycle Station）

民営
- GIANT運営 - ジャイアントストア尾道・今治支店でもレンタサイクルを行っている。支店間のみで乗り捨て可能、利用料金は上記のものより高く台数も少ないが、ロードバイクを含む様々な自転車をレンタルすることができる（予約もできる）[93]。
- THE RED BICYCLES ONOMICHI運営
- BETTER BICYCLES運営
- 瀬戸内案内舎たびたす運営 - 生口島中心にガイドツアーとレンタサイクル事業
- 尾道ベース - 民営でのE-BIKEレンタル事業

宿泊施設の中には宿泊客向けにレンタサイクルを扱うところもある。また民営で原付などのバイクレンタルを扱うところもある。

## イベント
しまなみ海道では年間を通じて様々な大会やガイドツアーが行われている。オダックス主催のブルベのコースの一部としても、しまなみ海道はたびたび採用されているが、ここでは比較的規模の大きな大会のみを紹介する。

### サイクリングしまなみ

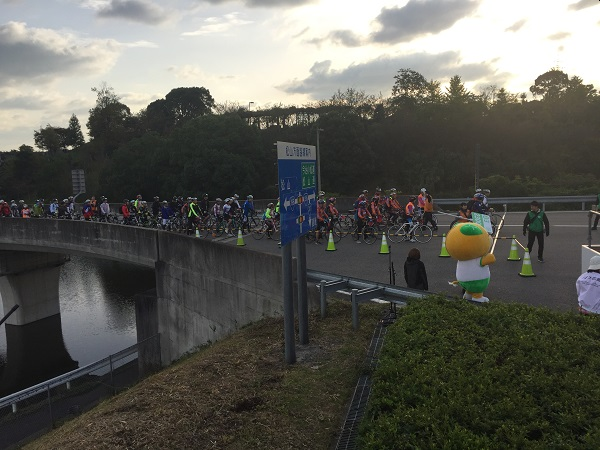
2016年のサイクリングしまなみ

国際サイクリング大会。高速道路を閉鎖し、サイクリングコースとして使用するのが特徴であり、定期的に開催されるサイクリング大会では日本で唯一である。2014年に瀬戸内海国立公園指定80周年およびしまなみ海道15周年記念として、広島県と愛媛県は沿岸部および島嶼地域で博覧会瀬戸内しまのわ2014を開催したが、その前年にプレ大会として始まったのが「サイクリングしまなみ」である。2014年から2年に1度開催している。高速道は今治ICから因島南ICまでの区間が使用される。スタートは、今治市の今治IC周辺の今治新都市が使用される。ゴールは、しまなみアースランドが使用される。プレ大会および2014年の第1回は先着順であったが、2016年の第2回から抽選での選考となった。しまなみ海道を往復する走行距離150kmのコースが第3回より設定された。折り返し地点は、尾道の「サイクリングポートみなとオアシス尾道」が使用された。2018年の第3回からは今治側スタートに加えて、尾道側スタートも設定され、尾道側のスタート地点として向島運動公園が使用された愛媛県知事など周辺自治体首長も参加するほか、自民党の谷垣禎一も過去に参加している。地域の学生や自治体職員がボランティアとして開催を支える。台湾を中心に世界各国から参加ツアーが組まれている。地域の観光資源を活用してもらうために、受け付けは前日に行われる。タンデム自転車でも走れるコースも設定されているが、リカンベントは全てのコースで走行不可となっている。
- 2013年 プレ大会開催。先着順での参加。
- 2014年 第1回 - 国際サイクリングコースは全て今治スタート。最長100km（今治-生口島間往復）。先着順での参加。
- 2016年 第2回 - 最長150kmコースが設定される（今治-尾道往復）。参加が抽選となる。
- 2018年 第3回 - 尾道側スタートが設定される。世界26か国・地域から約7200名が参加。
- 2020年 第4回 - 10月25日、3500人規模で開催予定だったが中止。

出典は全てサイクリングしまなみ　公式ページ

### しまなみ縦走
本州四国連絡高速道路とDMOしまなみジャパンが開催するイベント。2019年で第22回目となる。2日間の期間中の任意の時間・任意の場所からスタートし、徒歩または自転車で指定されたチェックポイントを通過して認定を得るスタンプラリー。事前申し込み不要で参加無料。ただし、チェックポイントの通過認定時間は7-17時のみ。参加可能な自転車形状には特に規定はない。

### しまなみ・ゆめしまサイクリングフェス
以前は「瀬戸内しまなみ海道サイクリング尾道大会」と呼ばれ、別名「銀輪パラダイス」という愛称が付けられていた。第3回目の開催となる2014年の大会では1000人が参加し、向島運動公園から大三島を1周して折り返す「大三島100コース」（約116km）と、生口島を1周して向島に戻る「生口島70コース」（67km）の2つのコースを走行した。2017年より「瀬戸内しまなみ・ゆめしま海道サイクリング大会」に変更。その後さらに「しまなみ・ゆめしまサイクリングフェス」という名称に変更された。主催は一般社団法人 しまなみジャパン。「銀輪パラダイス」時代は、向島運動公園をスタート地点・ゴール地点として使用する尾道発のサイクリング大会であった。しまなみ海道を往復するコースも設定され、今治側のUターン地点としては来島海峡展望館（糸山公園）が使用されていたが、その後今治側スタートのコースも用意されるようになった。2019年からは愛媛県上島町の弓削島・佐島・生名島などをスマホを見ながら巡るサイクルロゲイニングライドコースが設定された。ロードバイク、MTB、ママチャリ、電動アシスト、リカンベント、レンタサイクルなどで走行が可能。タンデム自転車は禁止されている。スタート前日には尾道駅周辺で記念イベントが開催される。

### グラン・ツール・せとうち

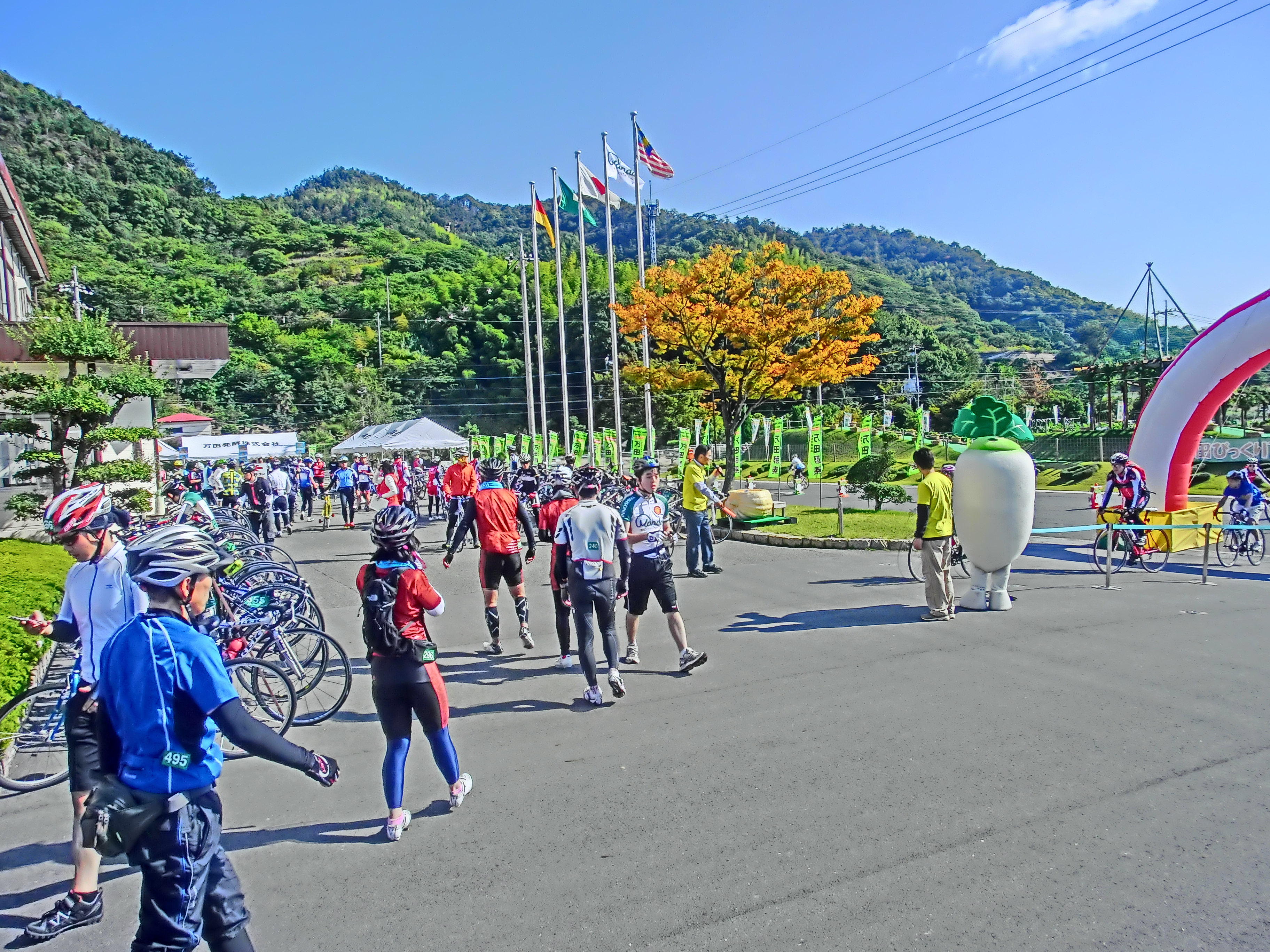
万田発酵でのイベント

広島テレビおよび因島の万田発酵が主催するサイクリング大会。尾道側スタートのみ。向島運動公園または万田発酵をスタートして今治方面に走行して往復するサイクリング大会。タンデム自転車、リカンベント、電動および電動アシスト付き自転車などでは参加できない。2018年の大会は、1800人が参加予定であったが、今治市の刑務所施設から受刑者が逃走し向島に潜伏する事件があったため中止された。

## 作品・ロケ地
ここではサイクリングに関係する映画・ドラマを列挙する。
- 2017年 : 『ろんぐらいだぁす!』
- 2016年 : 『好きな人がいること』
- 2014年 : 『南風（中国語版）』[102] - 日台合作映画

## ギャラリー

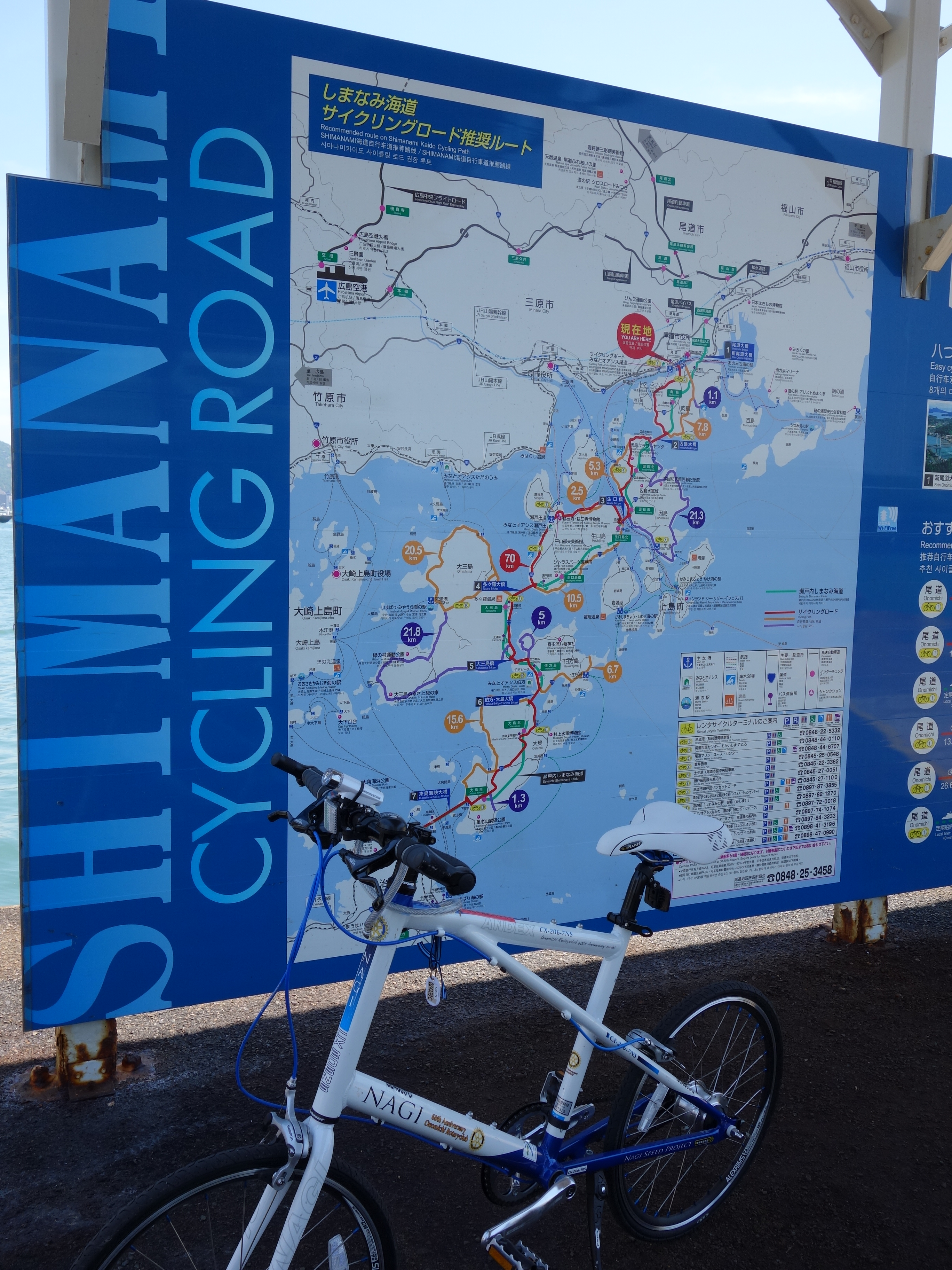
尾道駅前渡船乗り場の看板。
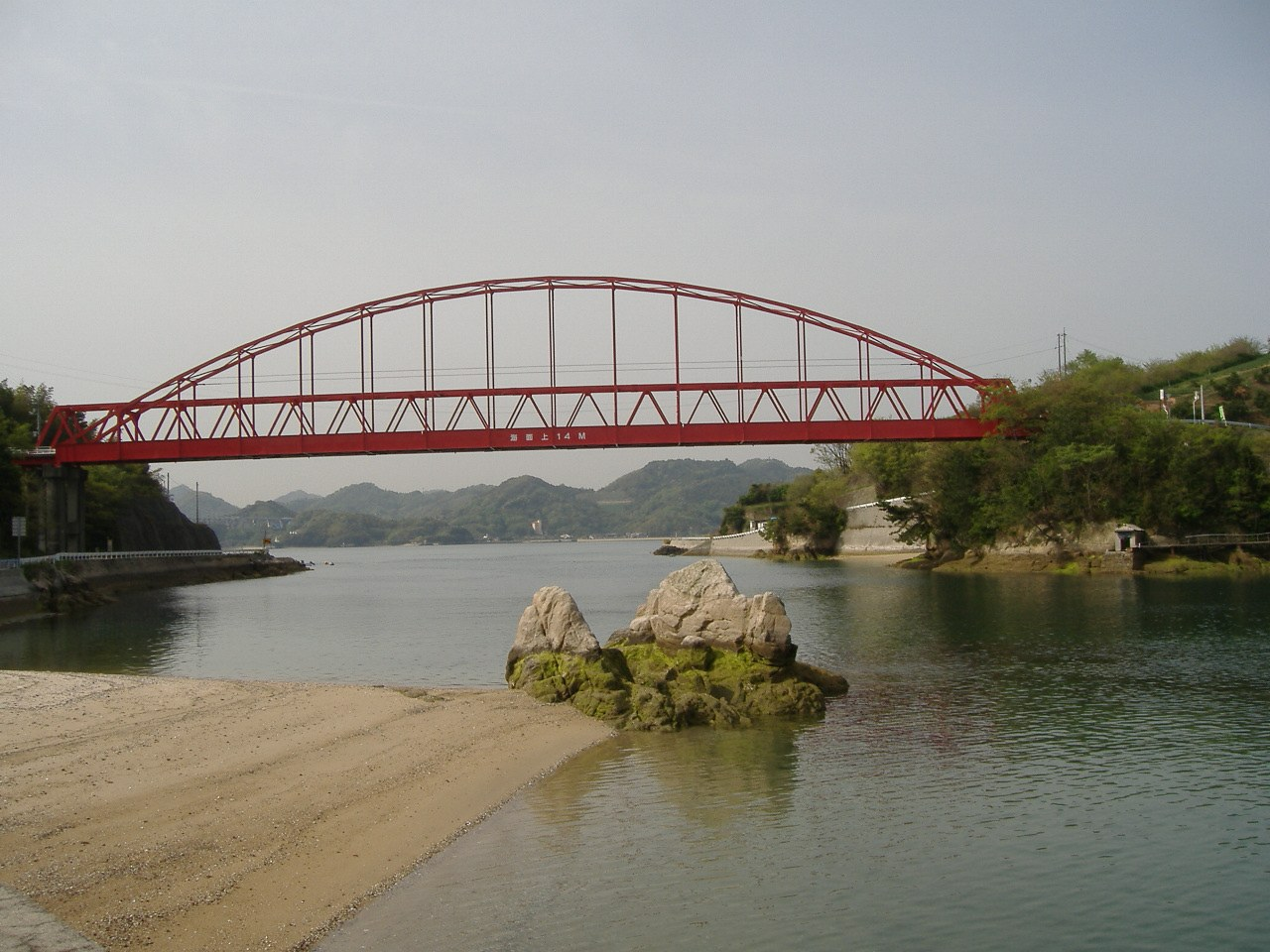
向島大橋の下を通る。
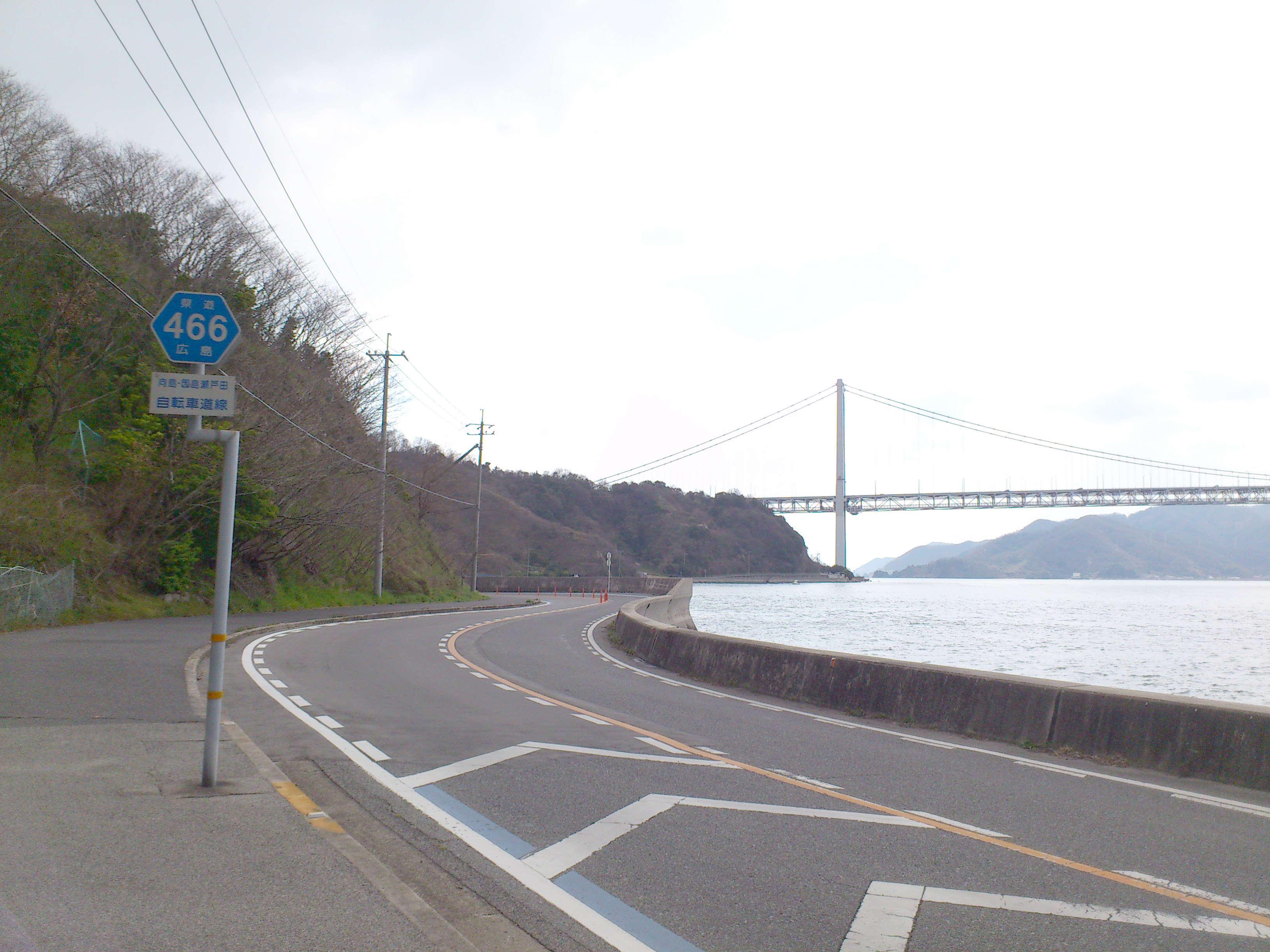
向島内の広島県道466号と因島大橋。
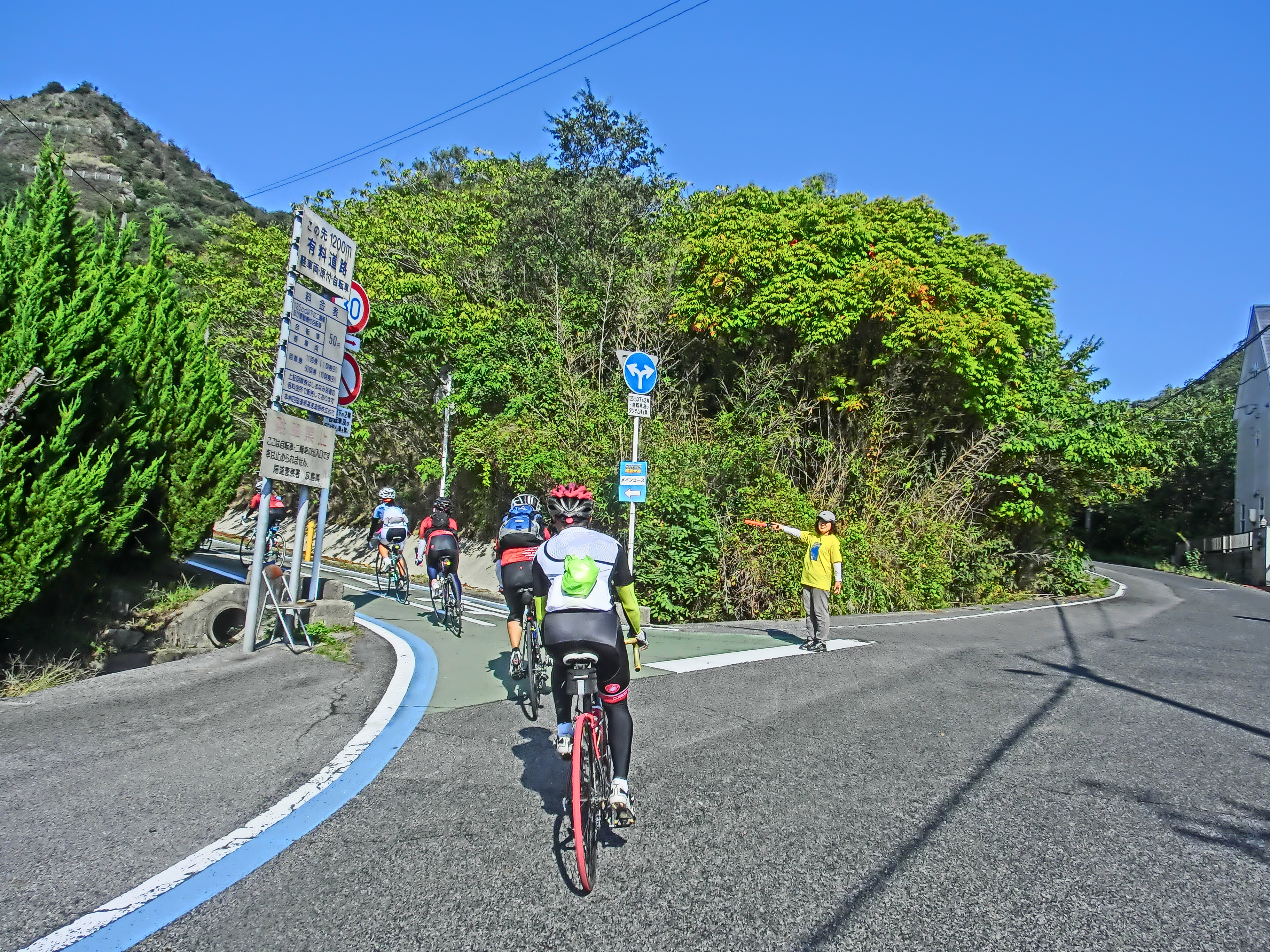
因島大橋向島側入り口。橋の取付道路の入り口に車止めが設置されている。
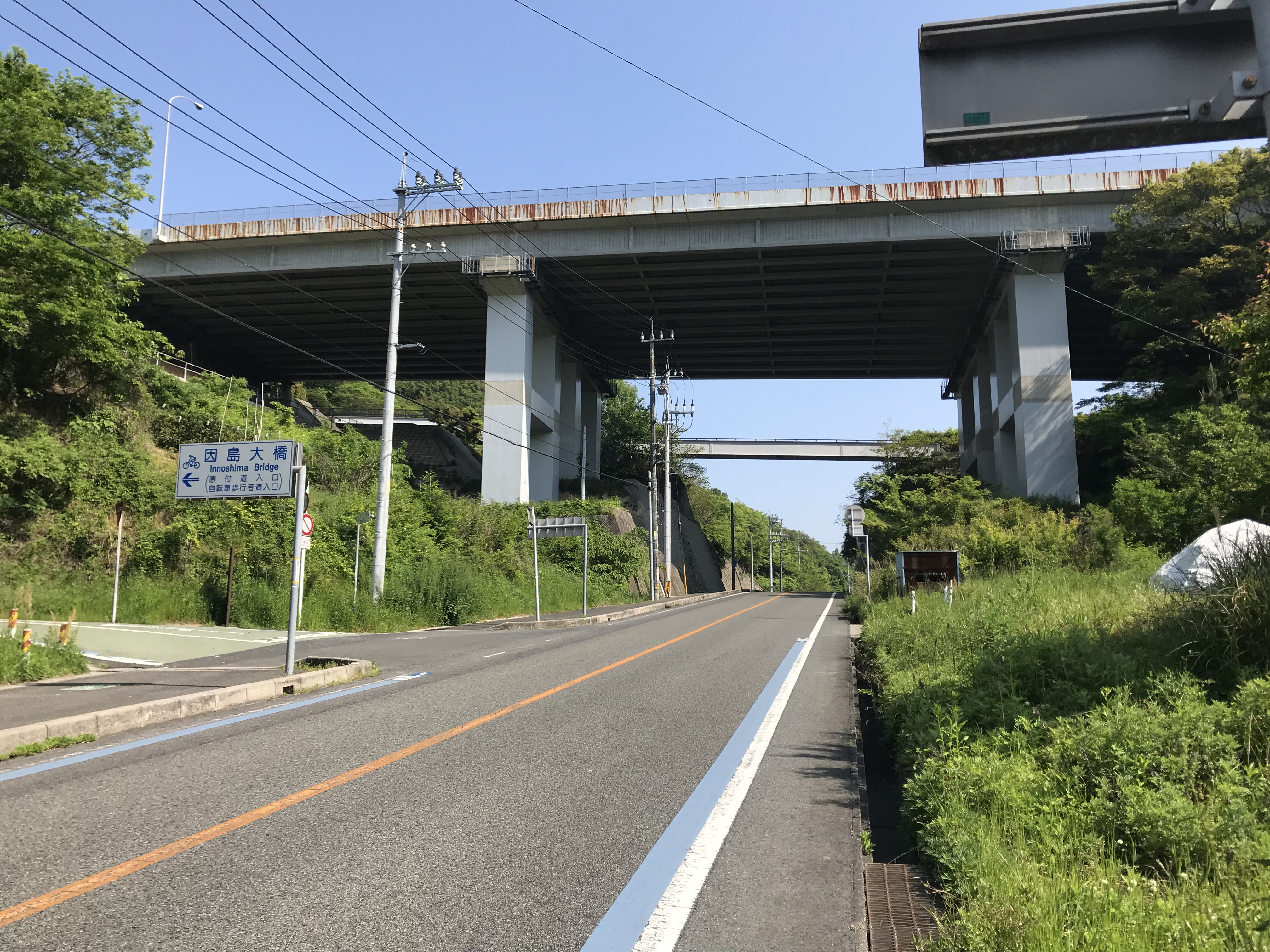
因島大橋因島側入り口。
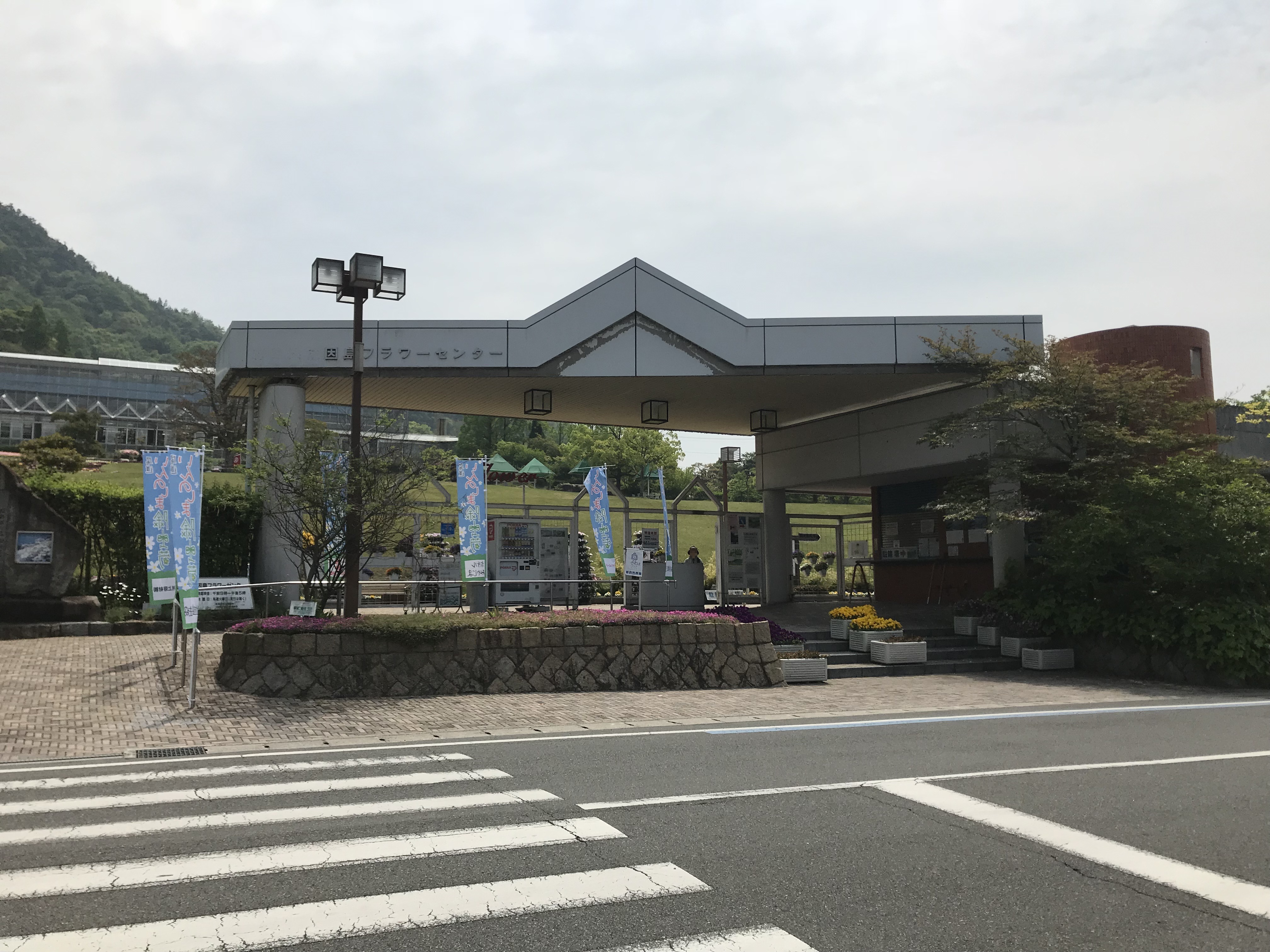
因島フラワーセンター前を通る。
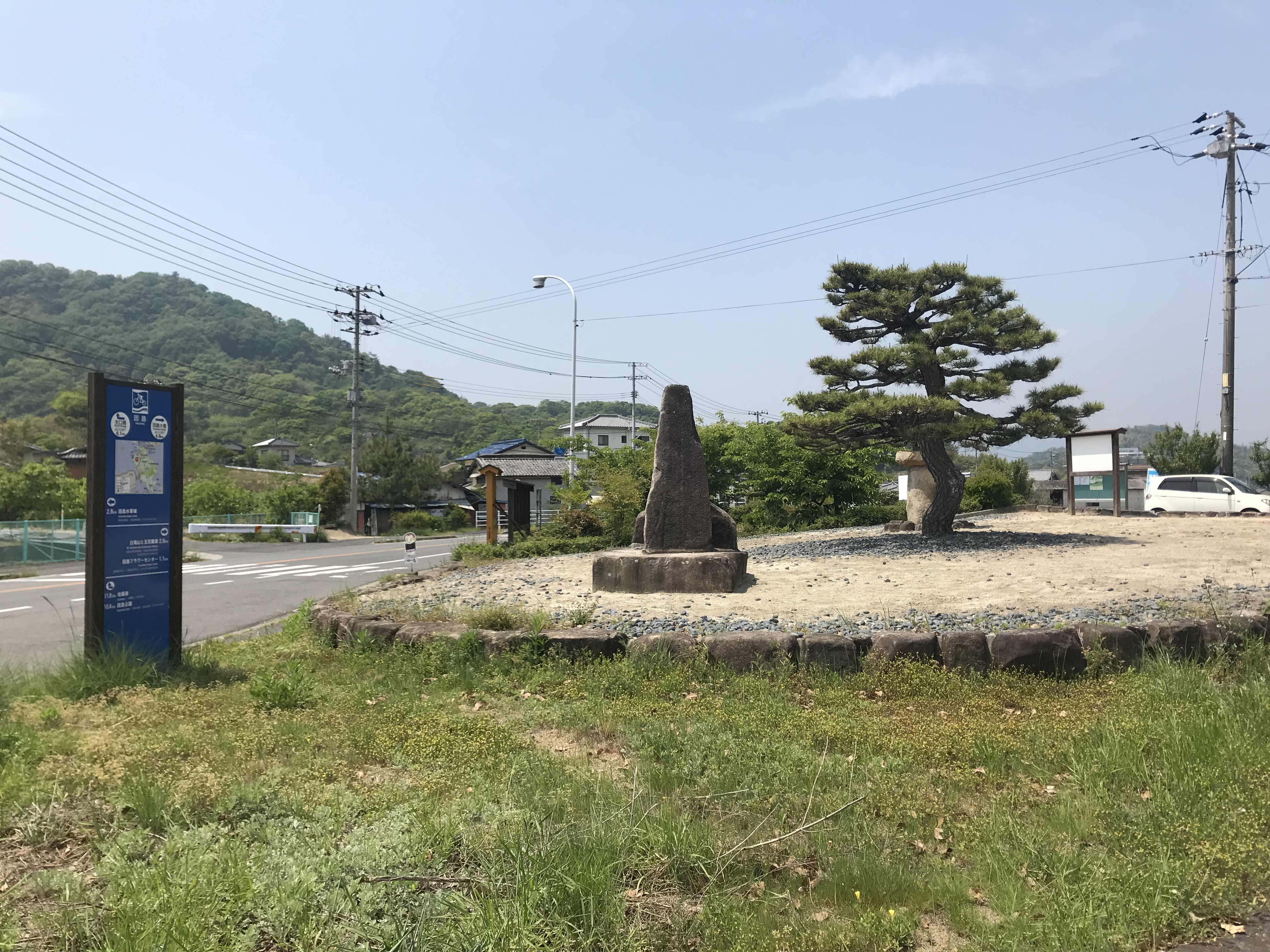
因島の一本松
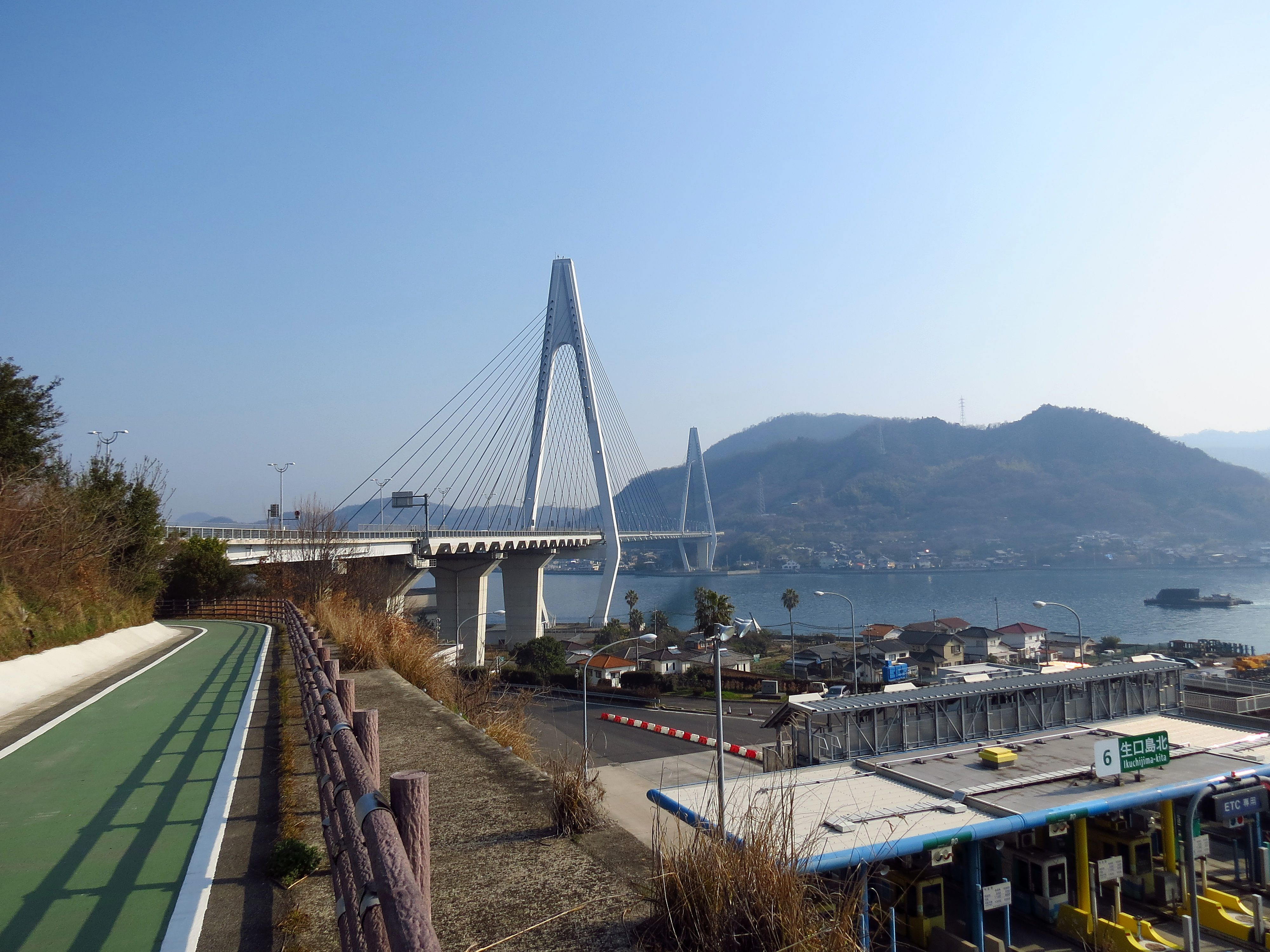
生口橋の生口島側。
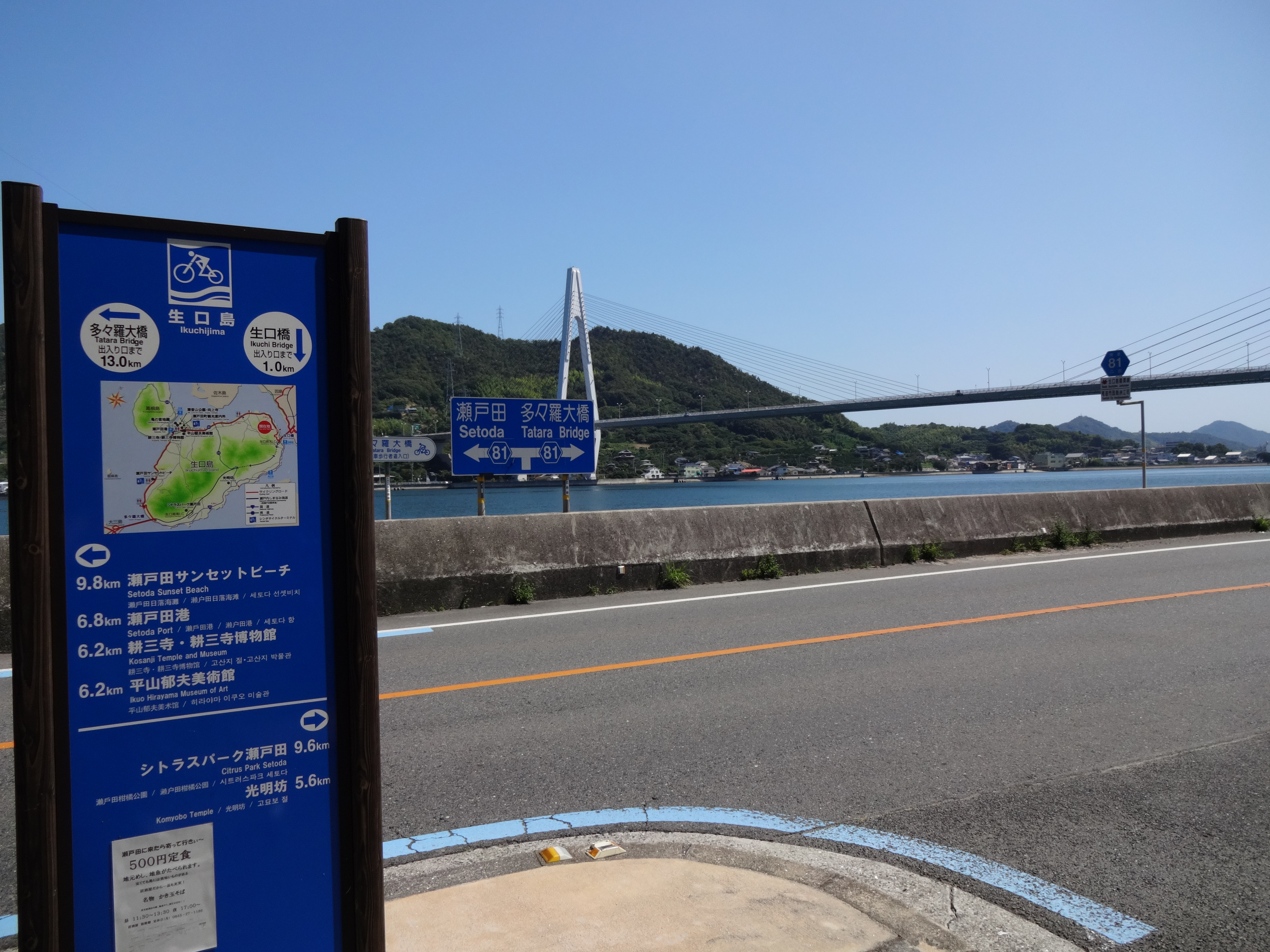
生口橋生口島側出入り口
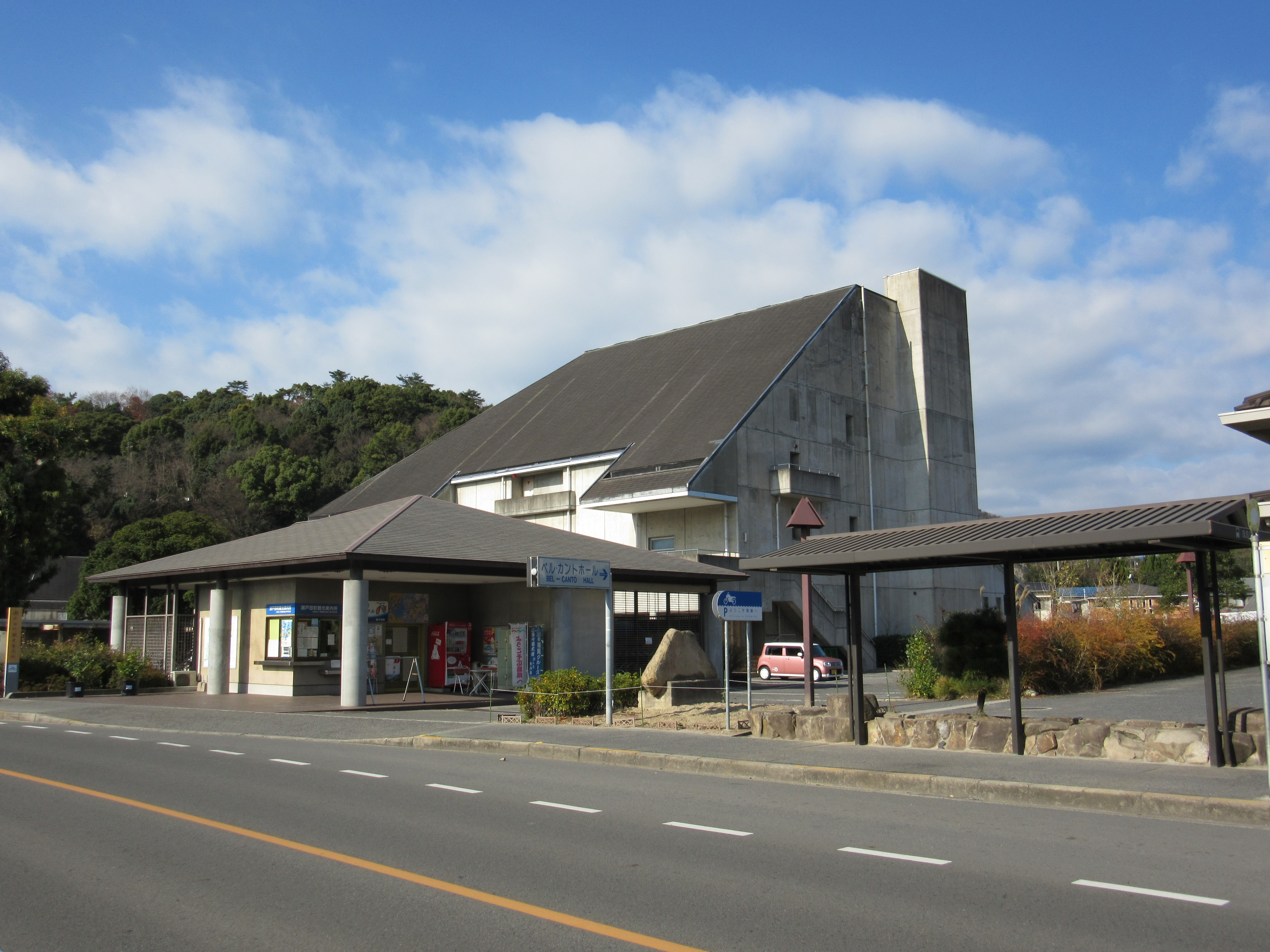
瀬戸田町観光協会（ベル・カントホール）前を通る。
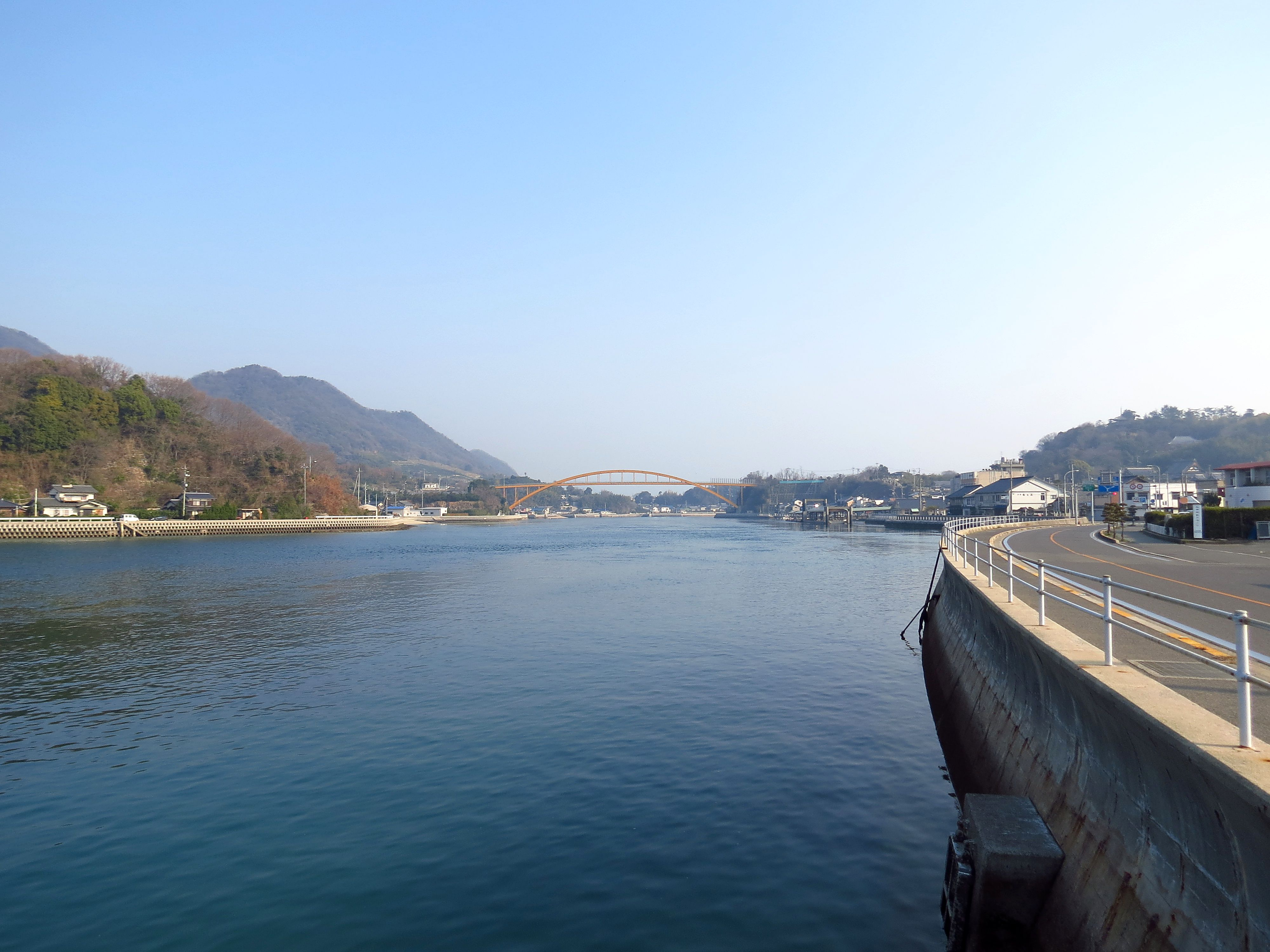
瀬戸田水道。
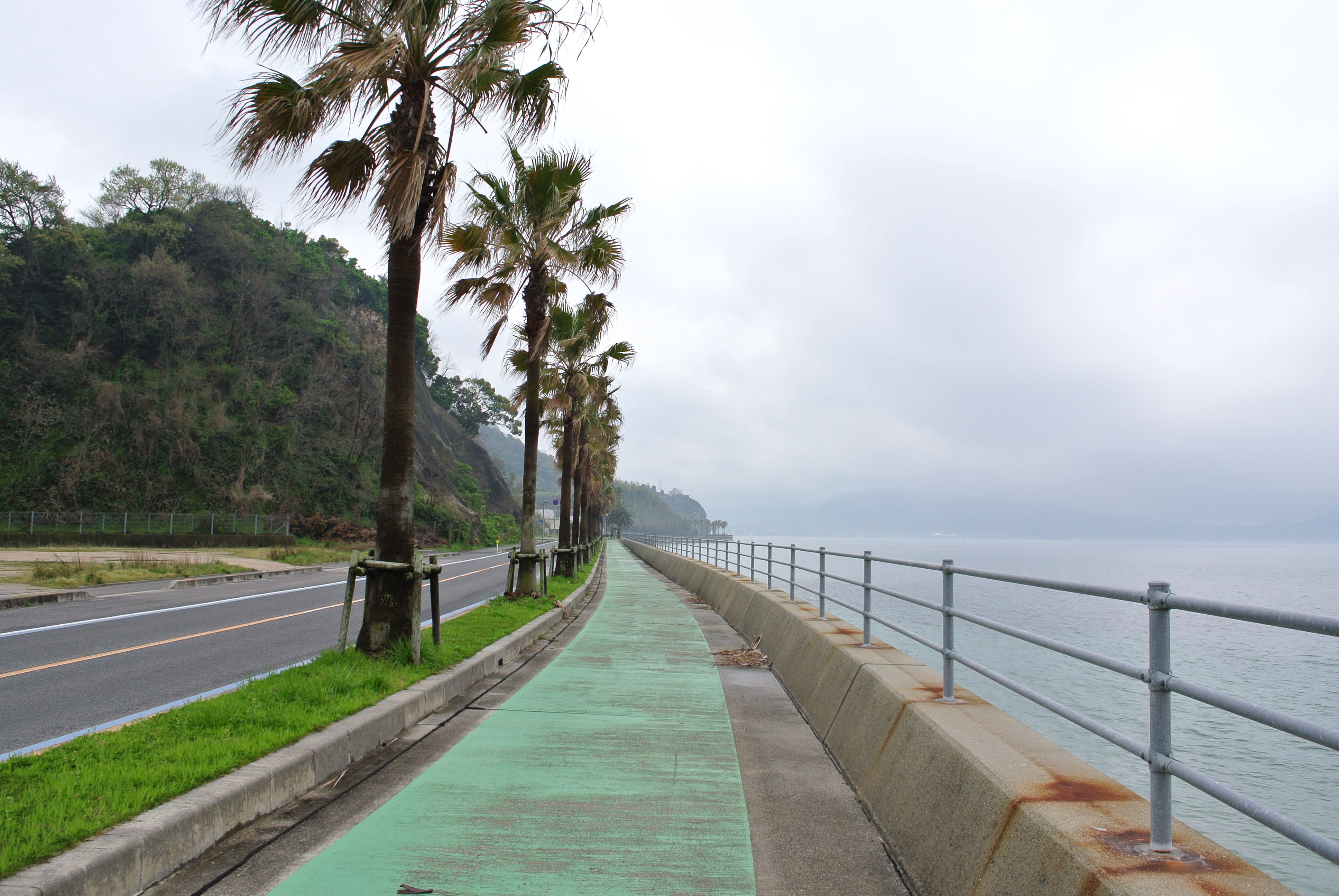
生口島内ではヤシの木が植えられている。
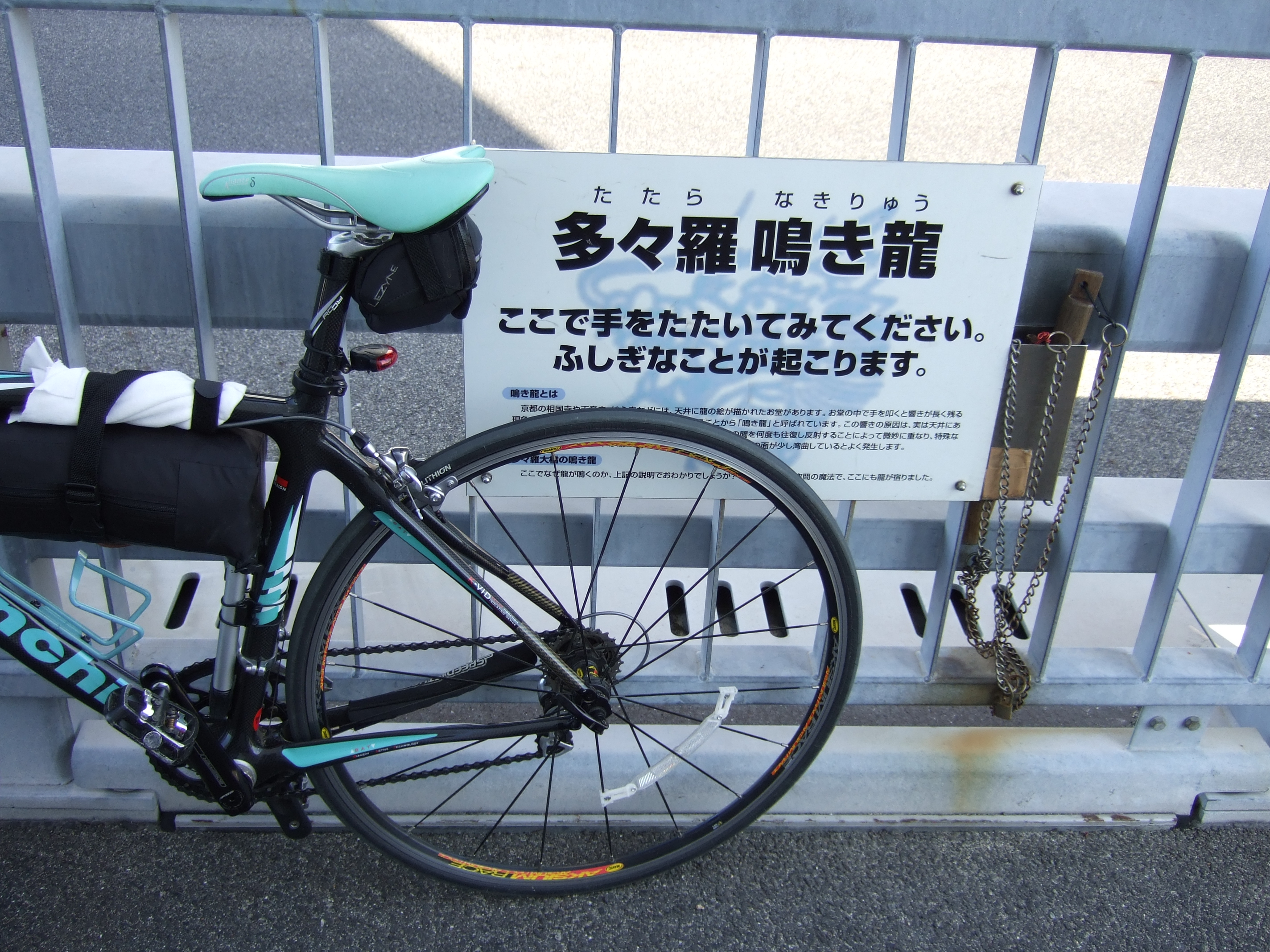
多々羅大橋の多々羅鳴き龍
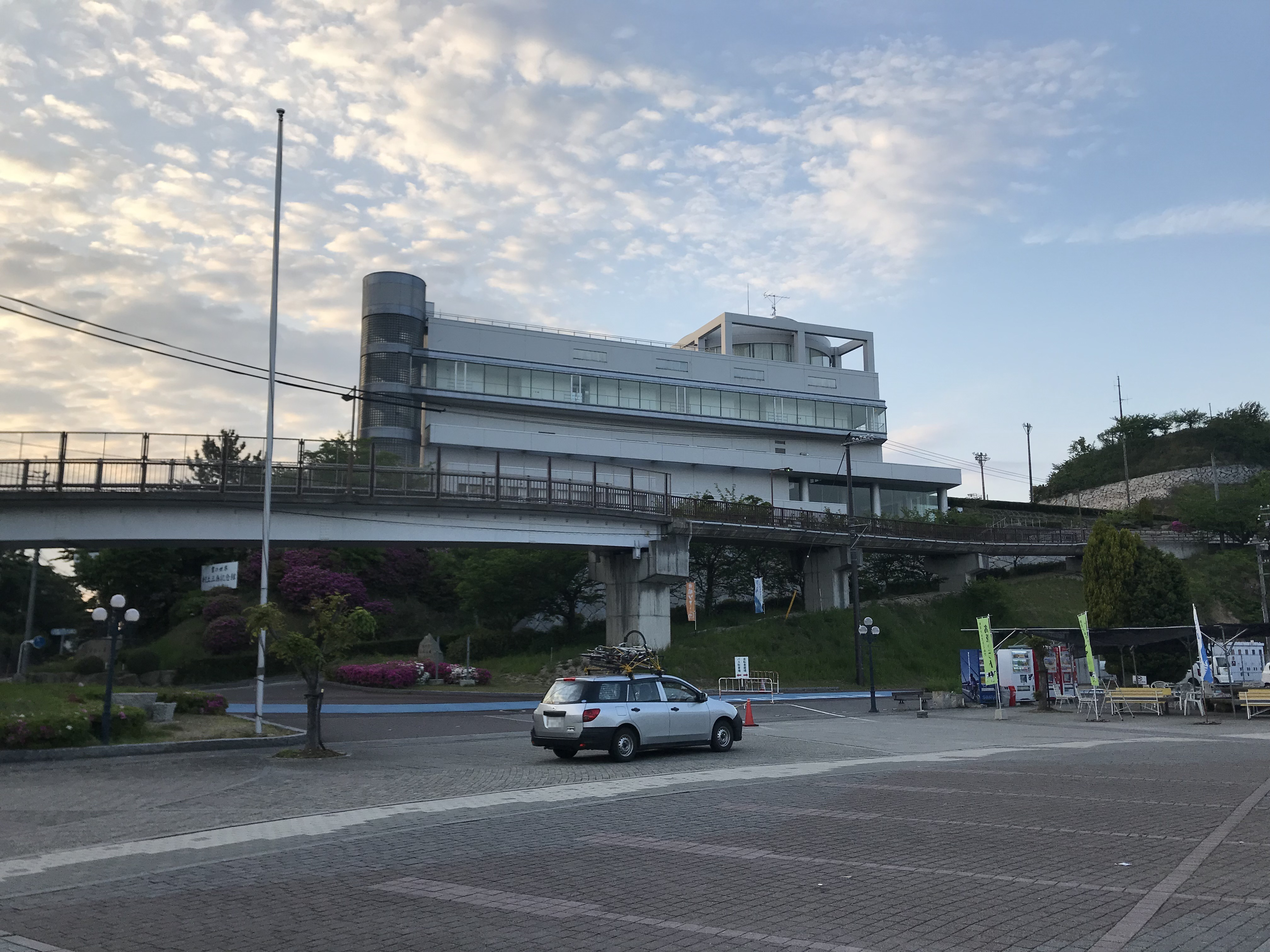
道の駅今治市多々羅しまなみ公園から見る村上三島記念館。青い道をたどっていくとサイクリストの聖地記念碑がある。
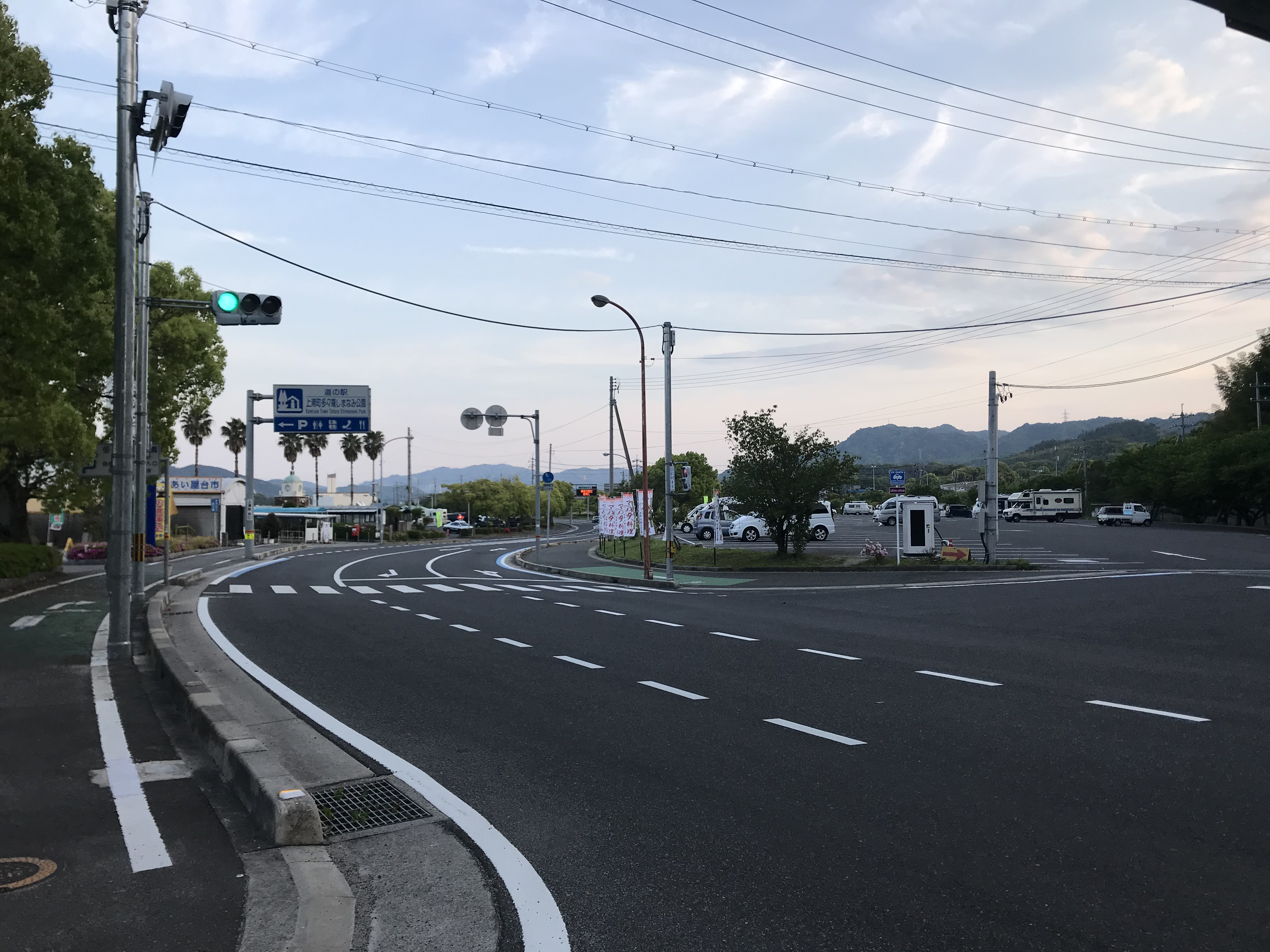
道の駅今治市多々羅しまなみ公園前の国道317号。
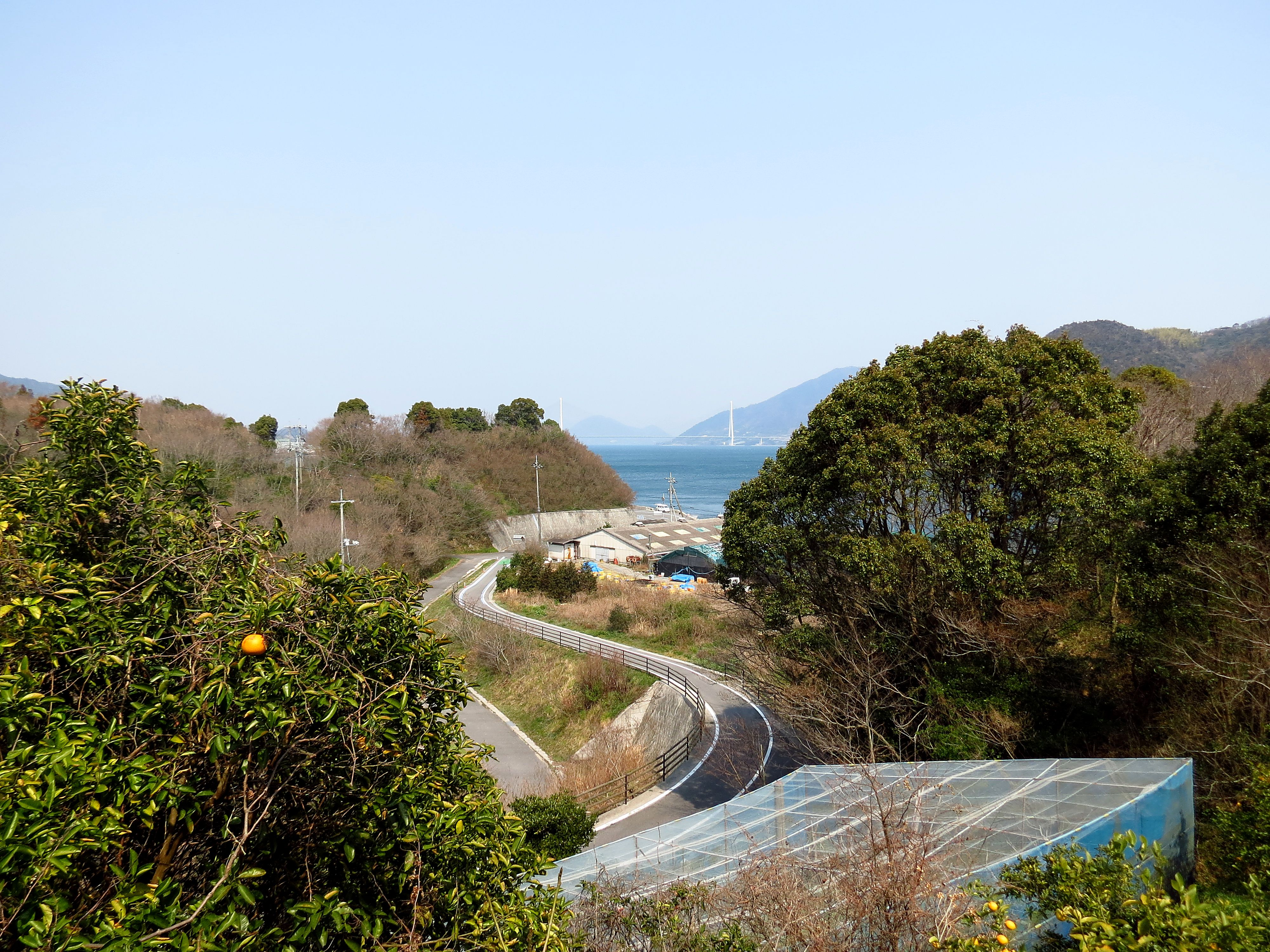
伯方橋大三島側入口付近。
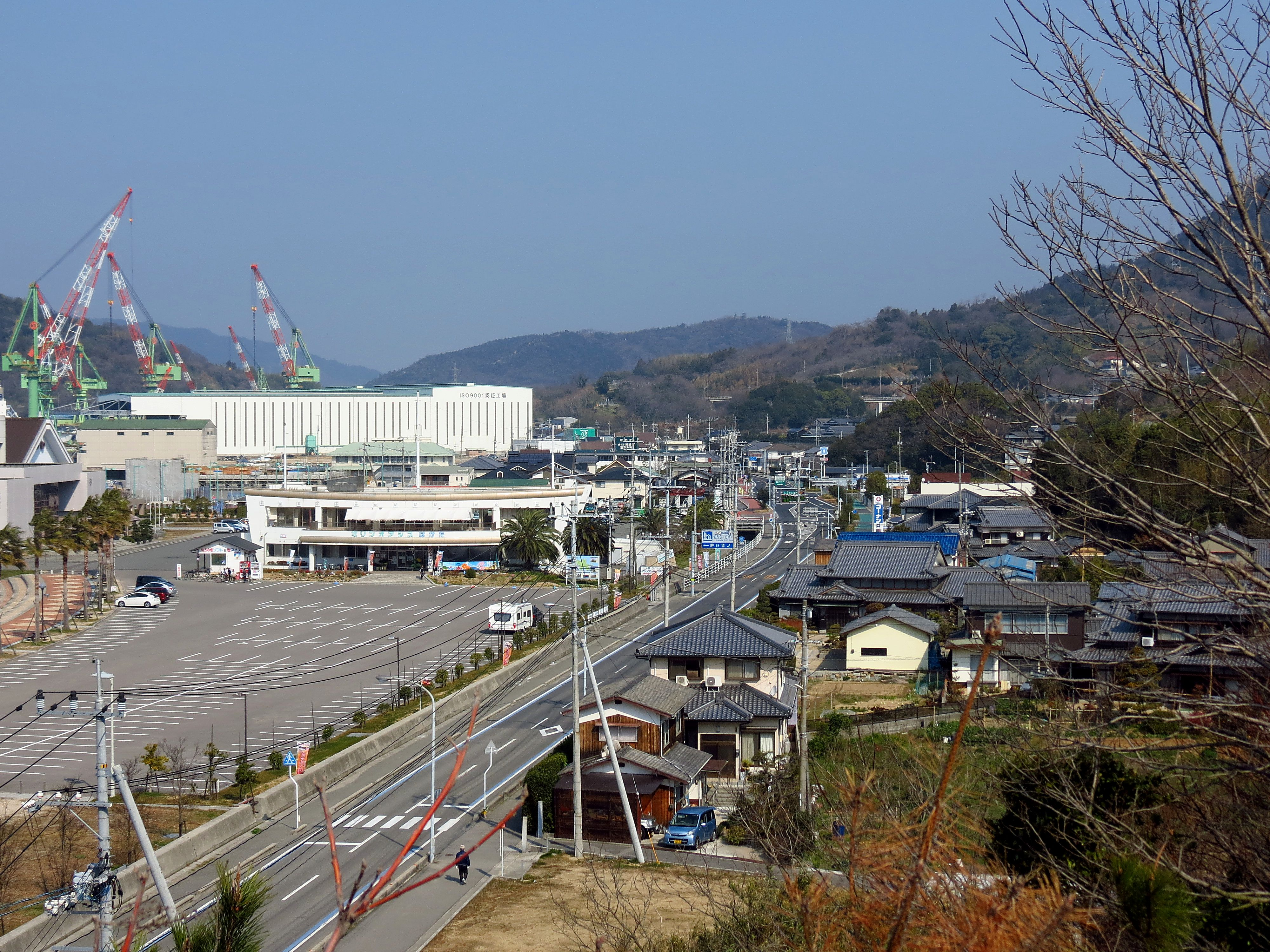
道の駅伯方S・Cパークそばを通る。
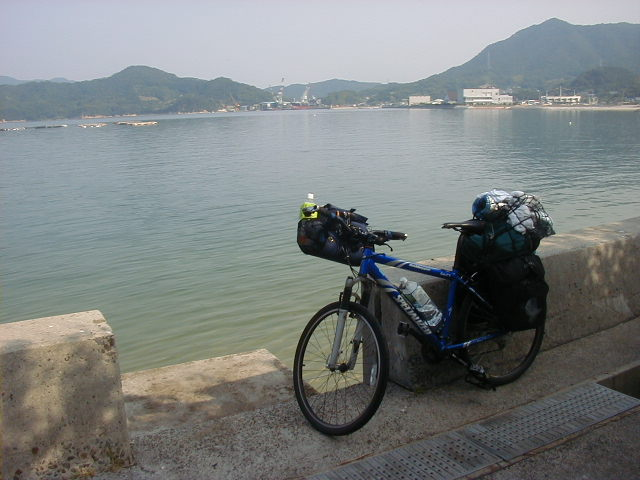
見近島。サイクリングロードからのみ下りることができる。
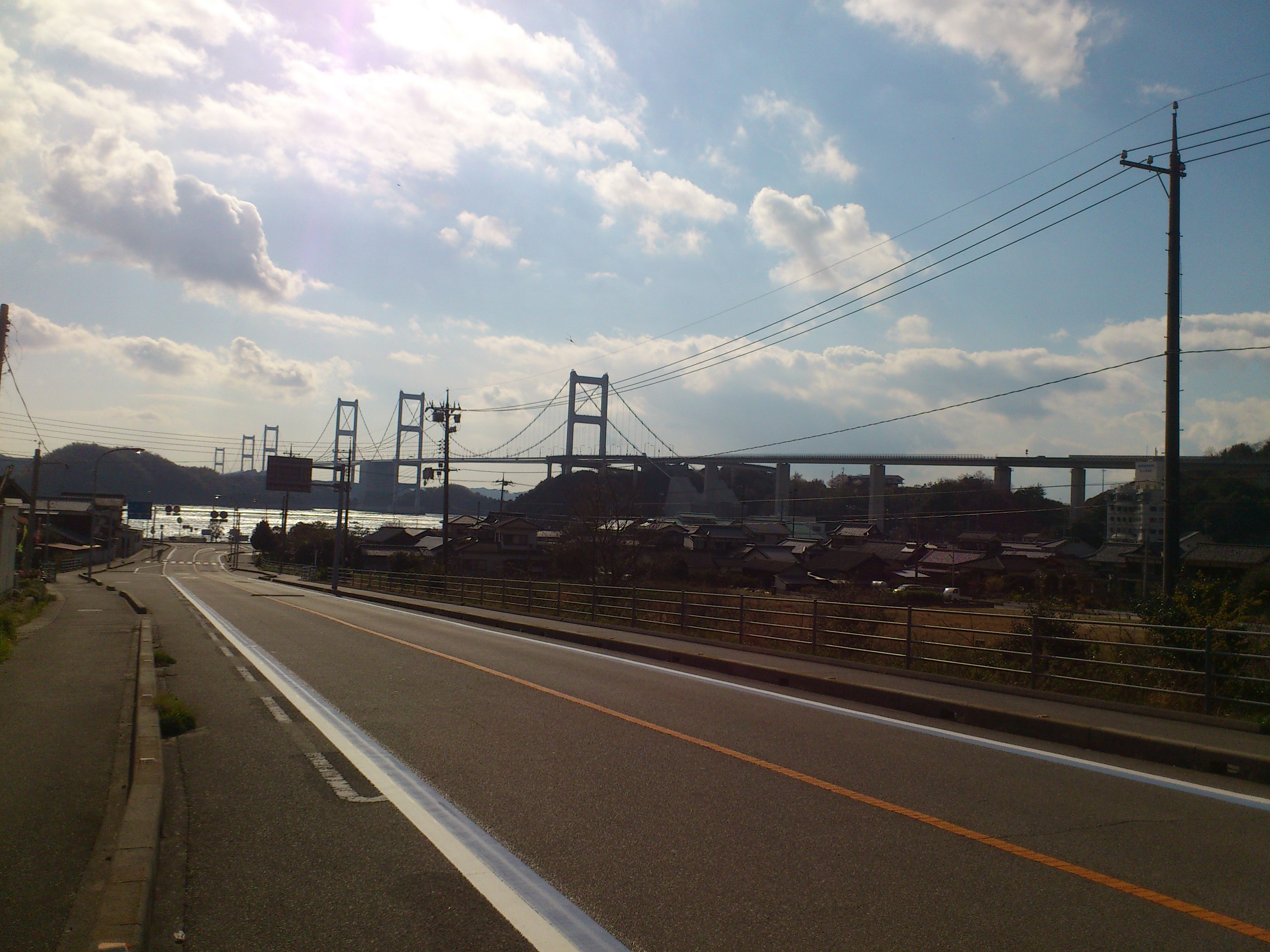
大島では愛媛県道325号を通る。
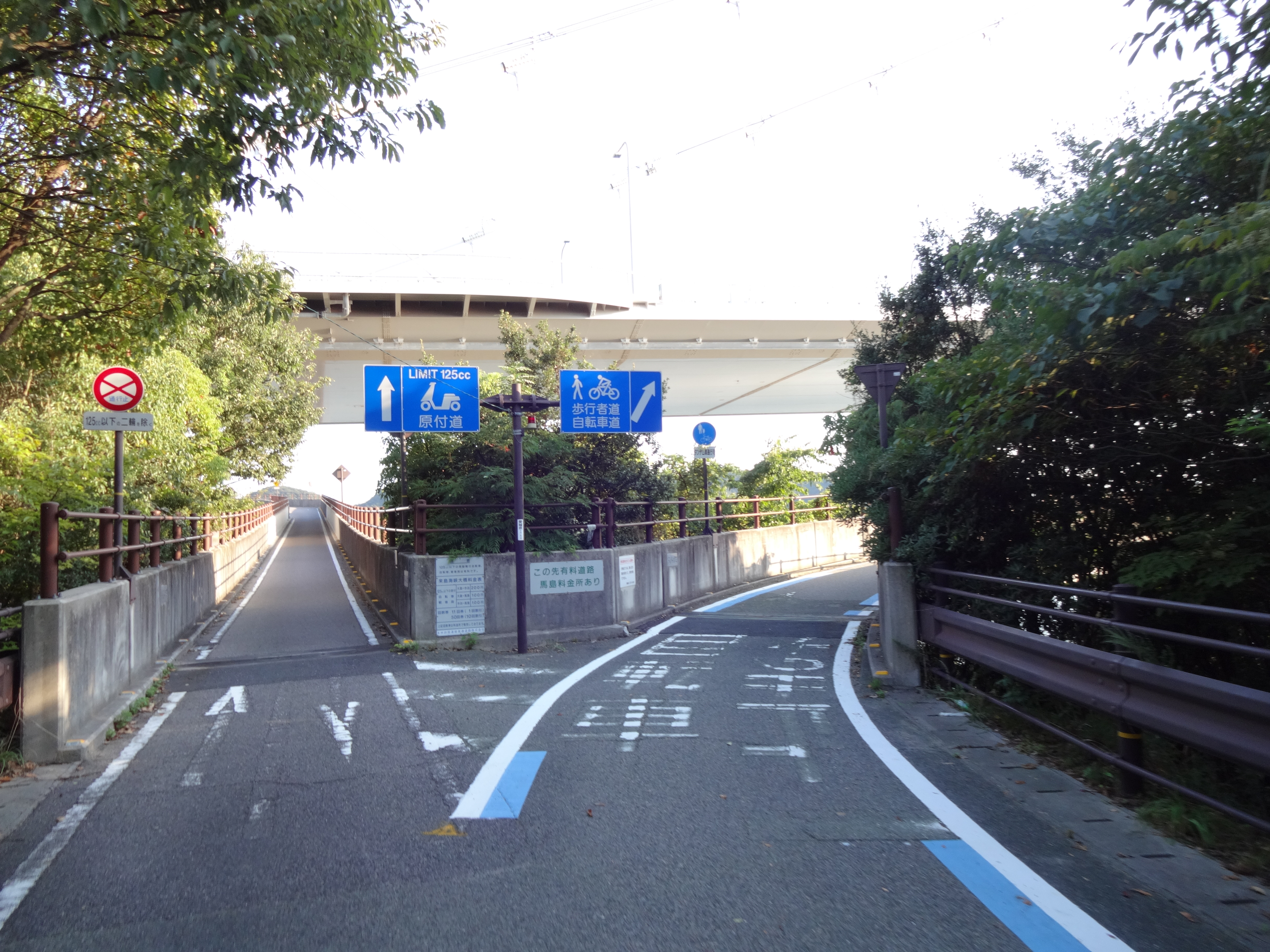
来島海峡大橋の大島側分岐
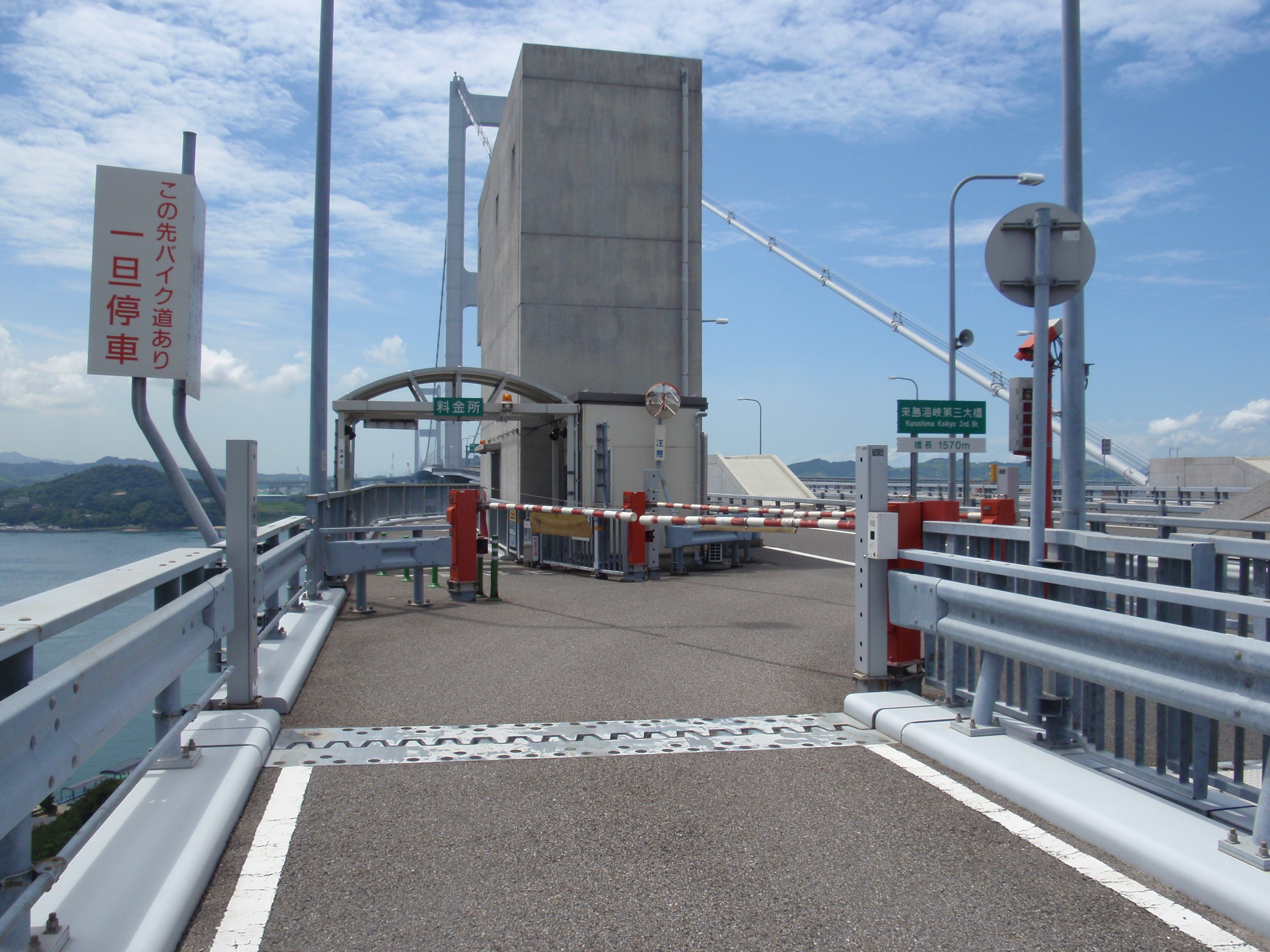
来島海峡大橋から馬島に下りることができる。
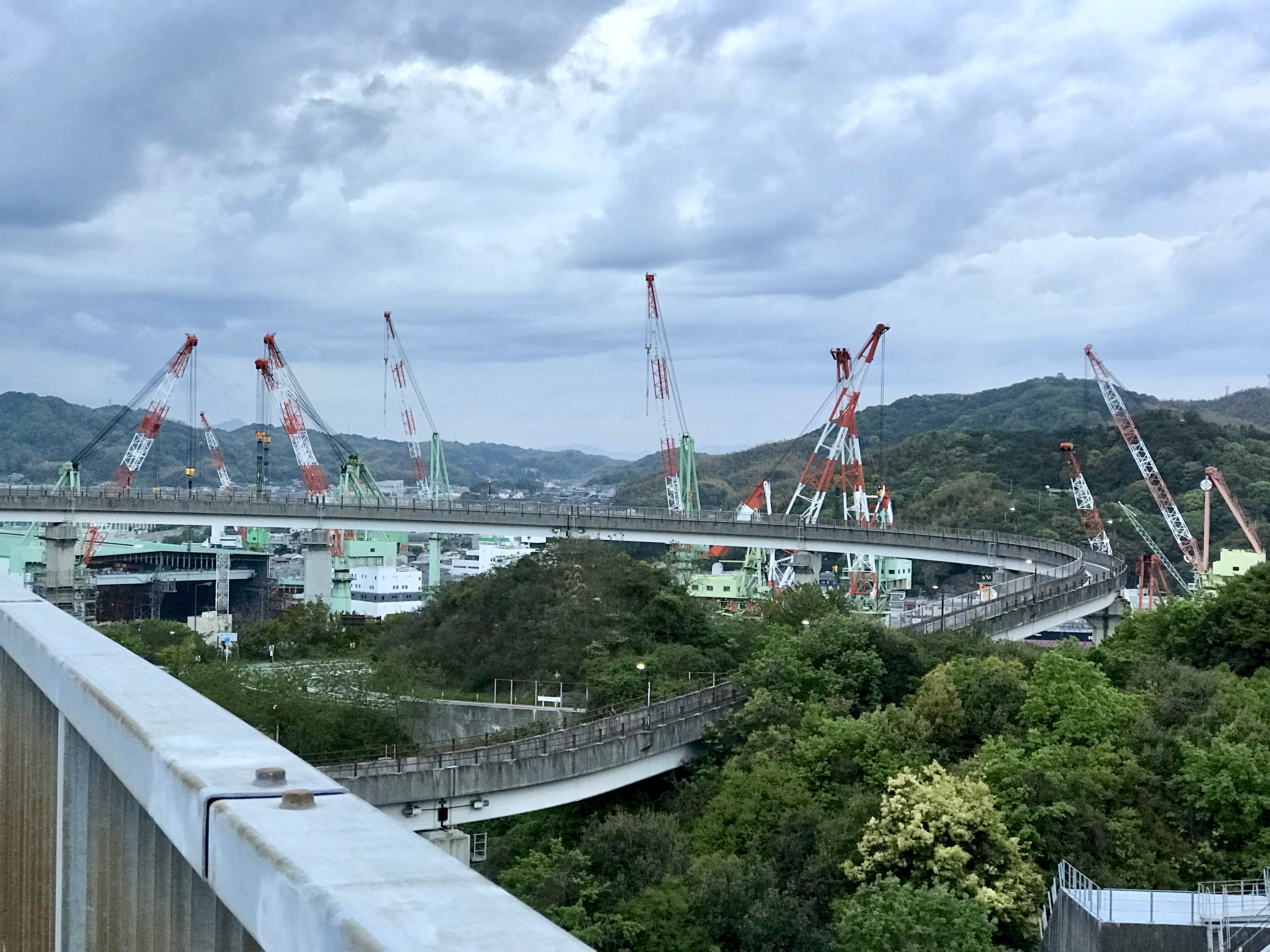
今治側のループ橋